# Computermaus

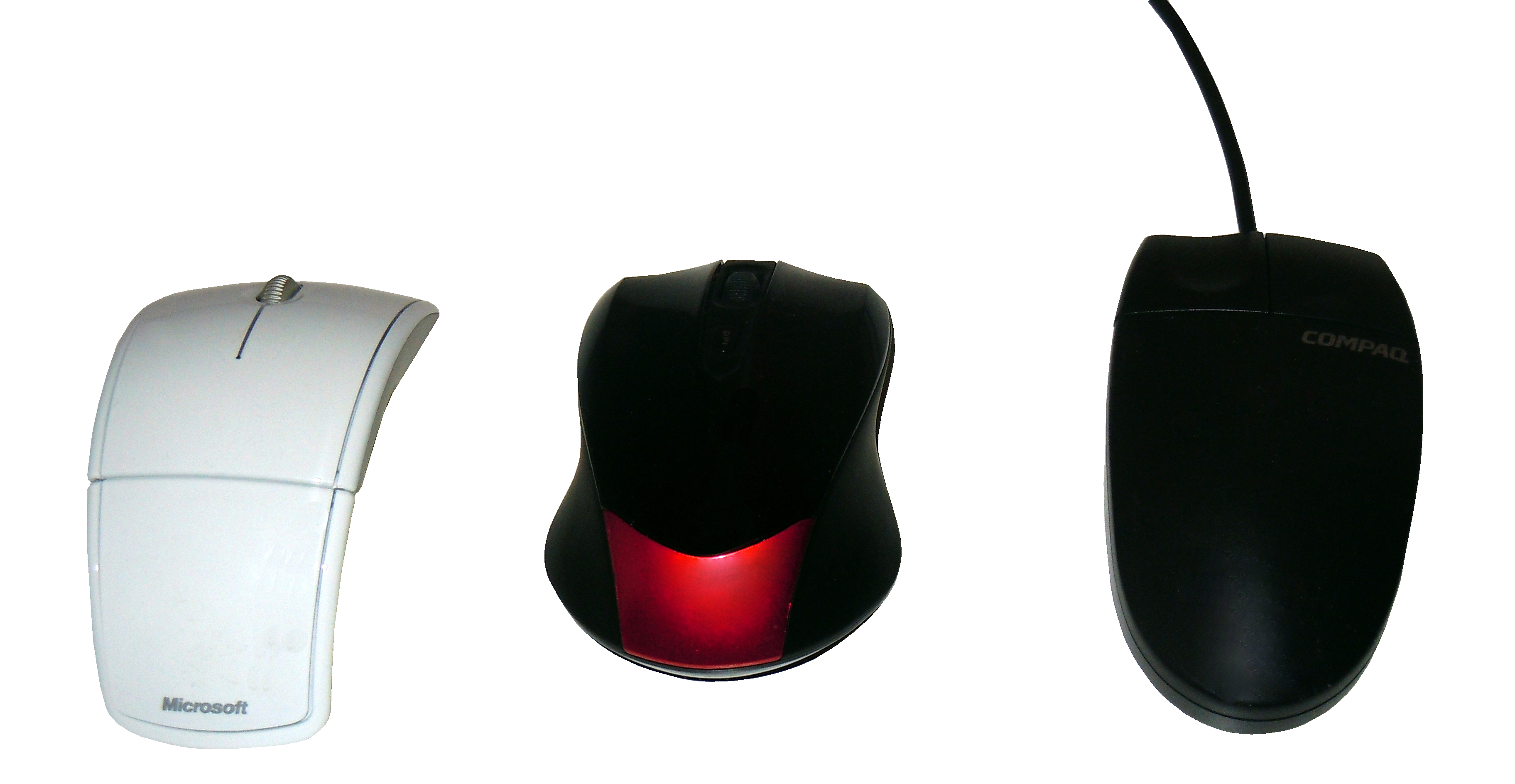
Drei verschiedene Mäuse

Eine Computermaus (umgangssprachlich auch Maus genannt) ist ein Eingabegerät (Befehlsgeber) bei Computern. Der erste Prototyp wurde 1963 nach Zeichnungen von Douglas C. Engelbart gebaut; seit Mitte der 1980er Jahre bildet die Maus für fast alle Computertätigkeiten zusammen mit dem Monitor und der Tastatur eine der wichtigsten Mensch-Maschine-Schnittstellen. Die Entwicklung grafischer Benutzeroberflächen hat die Computermaus zu einem heute praktisch an jedem Desktop-PC verfügbaren Standardeingabegerät gemacht.
Die Bewegung der Maus, ausgeführt mit der Hand auf dem Arbeitsplatz – gegebenenfalls mit einer geeigneten Unterlage, wie dem Mauspad – wird über einen Sensor in der Maus aufgenommen, digitalisiert und über eine Schnittstelle an den angeschlossenen Computer übertragen. Das Betriebssystem setzt diese zweidimensionale Bewegungsinformation in eine gleichartige Bewegung des Mauszeigers auf dem Bildschirm um. Durch Betätigung der Tasten oder zusätzlicher Elemente der Maus kann der Nutzer verschiedene Aktionen in dem Betriebssystem oder Anwendungsprogramm durchführen. Die Einführung der Computermaus kann als ein entscheidender Durchbruch in der Verbesserung der Benutzerfreundlichkeit von Computern angesehen werden. Im Jahre 2005 wurden schätzungsweise mehr als eine Milliarde Mäuse weltweit verkauft.
Die Alternativen sind die Bedienung des Rechners über einen Trackball, einen Trackpoint, einen Touchscreen, ein Touchpad oder ein Grafiktablett.

## Geschichte

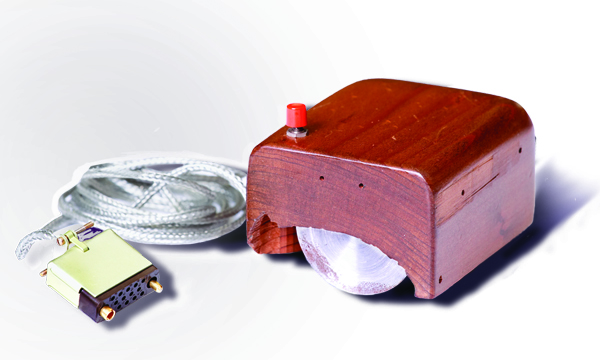
Der erste Prototyp einer Computermaus wurde 1963 von William English nach Zeichnungen von Douglas Engelbart gebaut

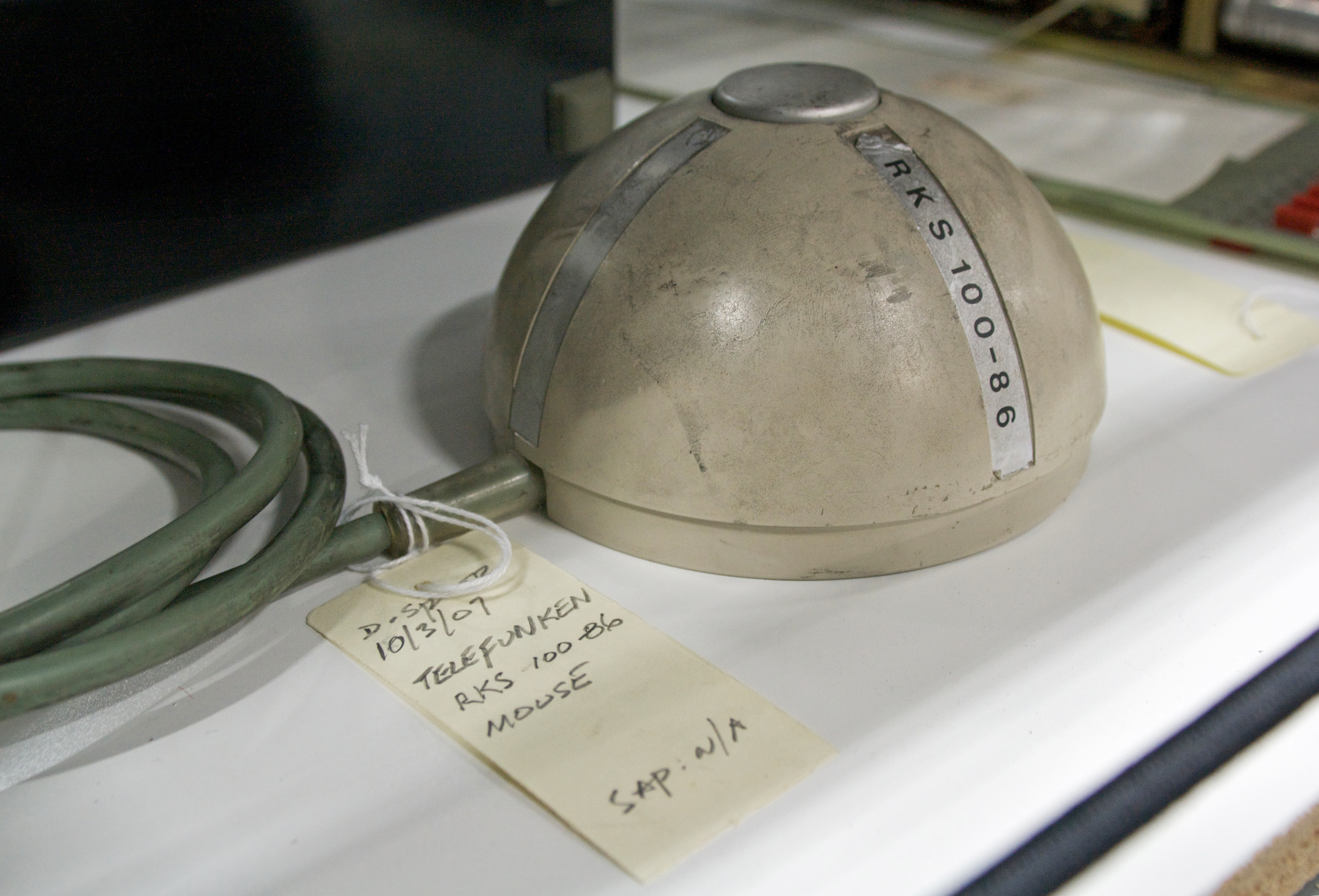
Rollkugelsteuerung von Telefunken im Computer History Museum

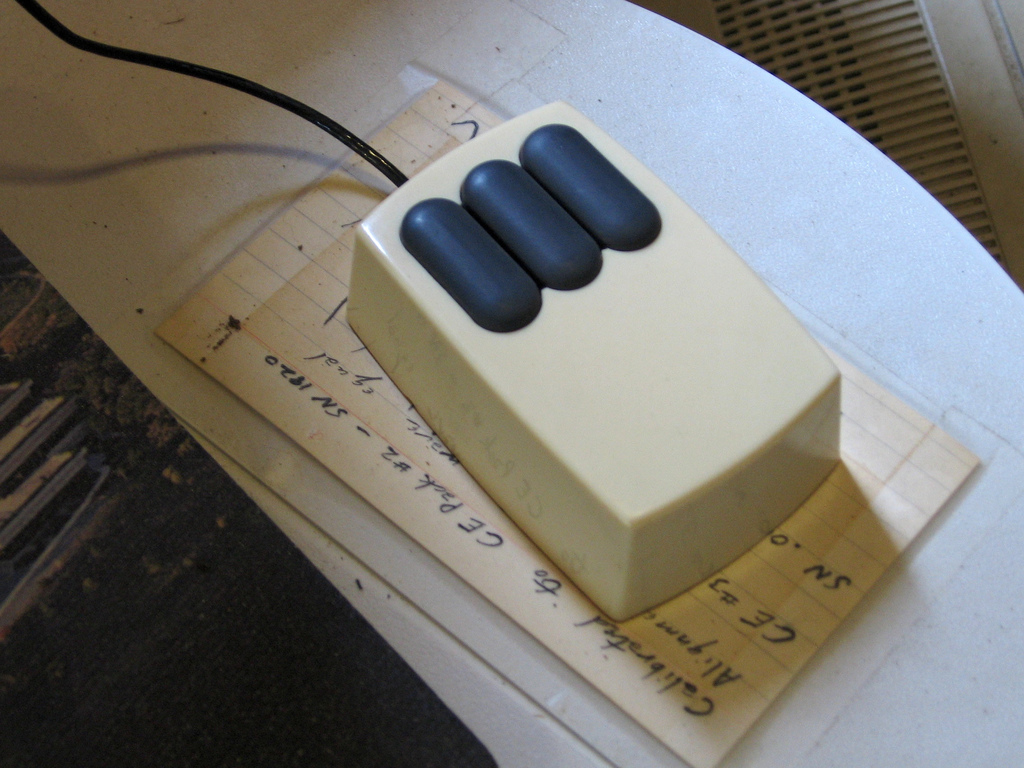
Die Maus des Xerox Alto, 1973

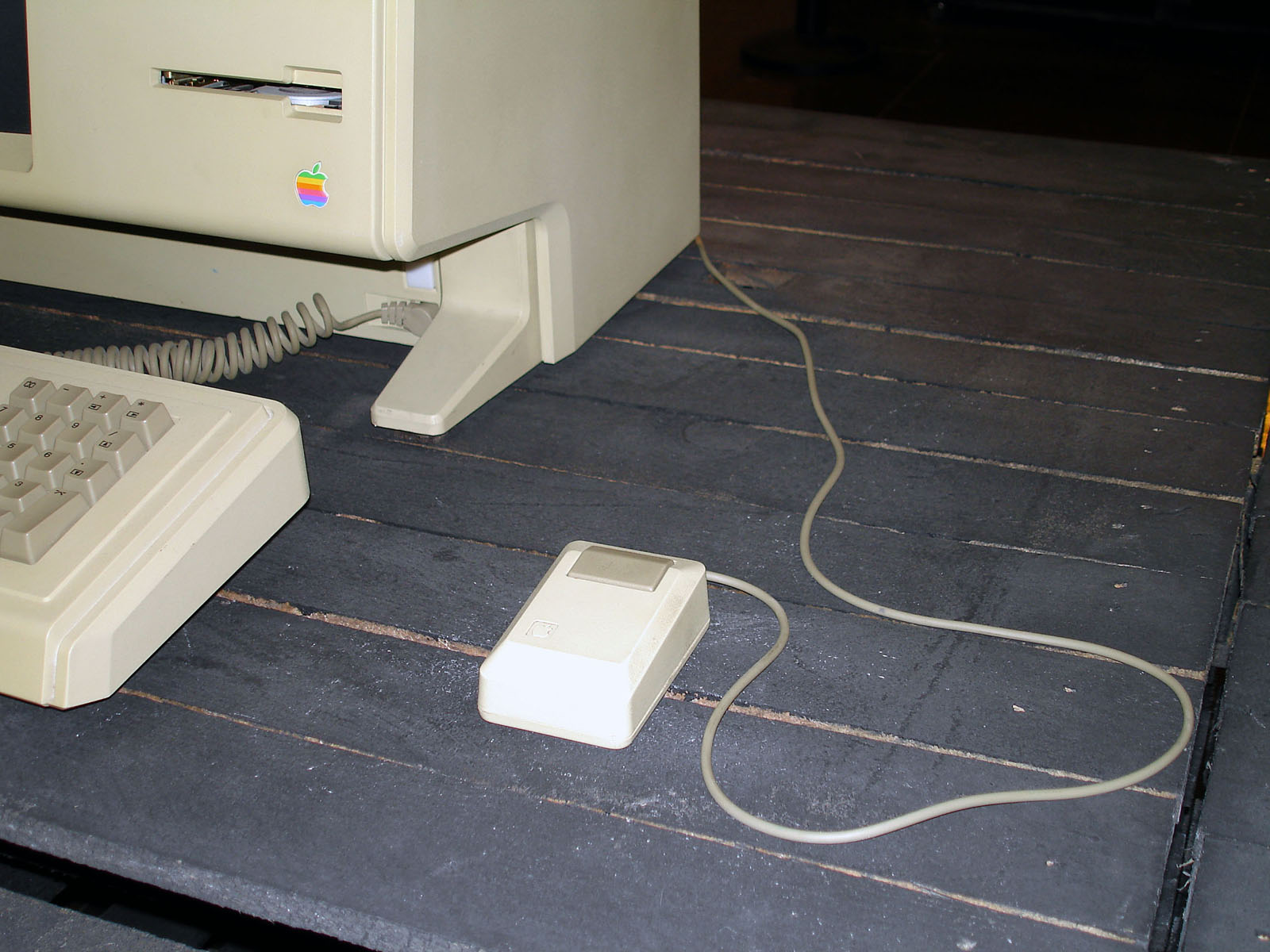
Apple Lisa von 1983 mit Maus

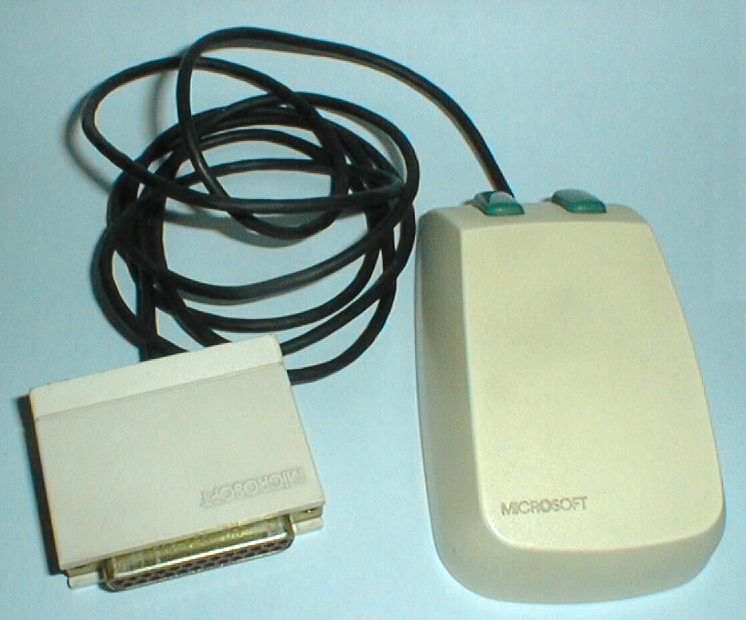
Erste Microsoft-Maus (1983)

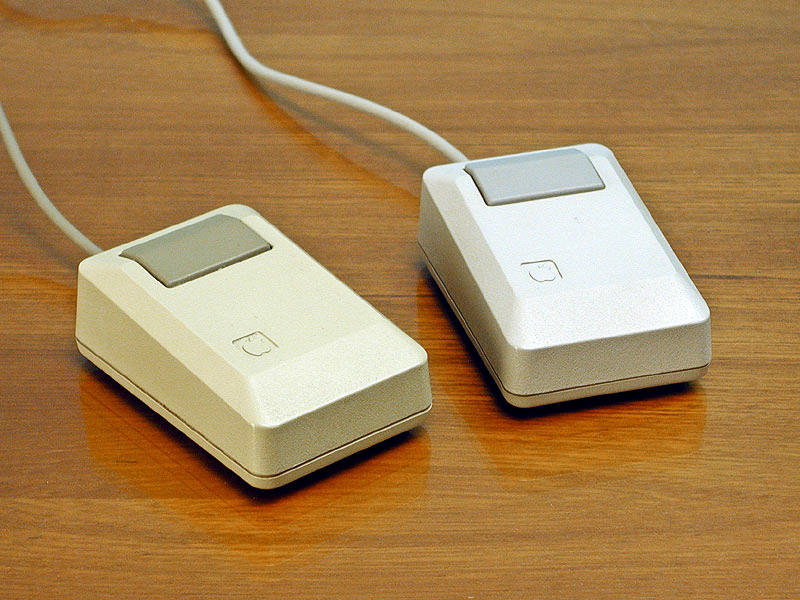
1984 erschien der Macintosh von Apple, der mit einer Maus als primärem Eingabegerät ausgeliefert wurde. Damit erlangte diese zum ersten Mal eine größere Verbreitung. Links die Macintosh-Maus von 1984 im originalen Beige, das später durch das „Platingrau“ ersetzt wurde.

1963/1964 arbeitete ein Team um Douglas C. Engelbart und William English am Augmentation Research Center (ARC) des Stanford Research Institute (SRI) an verschiedenen experimentellen Zeigergeräten, unter anderem auch an einer Computermaus. Im Dezember 1968 wurde sie auf der Herbsttagung der American Federation of Information Processing Societies (AFIPS) der Öffentlichkeit präsentiert. Die Maus fand zunächst wenig Beachtung, da es noch keine grafischen Benutzeroberflächen gab und die Menschen, die mit Computern zu tun hatten, mit der Eingabe von Kurzbefehlen per Tastatur vertraut waren. Für das auf zwei rechtwinklig zueinanderstehenden Rädern basierende Prinzip beantragte Engelbart am 21. Juni 1967 ein Patent, das am 17. November 1970 als Patent US3541541 zugewiesen wurde.
Am 2. Oktober 1968, also kurz vor Engelbarts Präsentation seiner Maus, veröffentlichte die deutsche Telefunken ein neues Eingabegerät für ihre TR-440-Rechner, das als „Rollkugelsteuerung für das SIG-100 am TR-86“ (kurz RKS 100-86) bezeichnet wurde. Erfinder dieser Steuerung war Rainer Mallebrein, entwickelt wurde sie um 1966. Bereits im Mai 1966 bewarb Telefunken die Rollkugelsteuerung in einem Prospekt zum TR 440. Auch wenn unklar ist, wer zuerst die Idee zu einer Maus hatte, so ist Telefunken in jedem Fall die erste Firma, die eine solche kommerziell herstellte. Die RKS 100-86 erlaubte im Gegensatz zu Engelbarts Maus durch die Kugel eine freie Positionierung; dieses Prinzip blieb in allen nachfolgenden mechanischen Mäusen identisch.
Die Weiterentwicklung der Engelbart’schen Maus erfolgte in den 1970er Jahren am Palo Alto Research Center (PARC) der Firma Xerox. 1971 verließ William English das SRI und wechselte zu Xerox PARC. Dort entwickelte er eine Kugelmaus, die vom Prinzip her identisch mit der Mallebrein’schen Maus ist (Kugel, Positionscodierung durch zwei Drehencoder). Sie wurde 1973 zum ersten Mal beim Xerox Alto eingesetzt, der auch erstmals eine grafische Benutzeroberfläche besaß. Durch seine Tätigkeit am PARC war auch Niklaus Wirth angeregt worden, im Laufe seiner weiteren Arbeit an der ETH Zürich eine grafisch orientierte Workstation mit Mausbedienung zu entwickeln. Die Lilith wurde 1980 vorgestellt. Kommerziell verwendet wurde die Maus 1981 im Rechner Xerox Star, doch dem System wurde kein wirtschaftlicher Erfolg zuteil, weil die Maus 400 US-Dollar kostete und die entsprechende Schnittstelle im Computer 300 US-Dollar.
Der Computerhersteller Apple lizenzierte diese Technik, als Steve Jobs die Rechte von Xerox für 1.000 $ erwarb und beauftragte das kalifornische Design- und Ingenieurbüro Hovey-Kelley Design (heute IDEO) mit der Entwicklung einer verbesserten, industriell herzustellenden Maus für 25 US-Dollar. Die von Apple und IDEO entwickelte Kugelmaus wurde zum vorherrschenden Funktionsprinzip für Mäuse während der 1980er und 1990er Jahre. Apple brachte diese Maus 1983 zusammen mit dem Rechner Lisa auf den Markt. Dieser hatte wegen seines hohen Preises keinen Markterfolg. Das Nachfolgemodell, der 1984 eingeführte Macintosh (SE-Serie), war dagegen erfolgreich. Erstmals in der PC-Geschichte basierte die Mensch-Maschinen-Schnittstelle von Lisa auf dieser Maus, und zwar so exklusiv, dass der Computer ohne Maus praktisch nicht zu bedienen war. Dass der Apple Lisa mit seiner Mausbedienung einen Meilenstein darstellte, wird auch anhand eines enthusiastisch geschriebenen Erfahrungsberichts eines Computerredakteurs von 1983 deutlich:

„Das eigentliche Kennzeichen der Lisa ist die ‚Maus‘. Dieses kleine Handgerät, durch eine dünne Schnur mit dem Computer verbunden, ist Lisas ‚Mensch/Maschine-Schnittstelle‘. Mit der Rollkugel und der Taste ermöglicht die Maus die ‚intuitive‘ Bedienungsführung. Durch Rollen auf der Tischplatte wird der Cursor auf dem Bildschirm geführt, ein Befehlswort oder ein Symbol ‚angeklickt‘ und schon hat man Lisa einen Befehl erteilt, ohne dass man die Tastatur berührt hätte oder komplizierte Kommandosprachen beherrschen müßte.“

Noch bevor der Macintosh erschien, sah die Londoner Sunday Times im Januar 1983 „die Maus aus ihrem Loch kommen“:

„Die Mausplage ist dabei, die Welt der Mikrocomputer zu infizieren. Glücklicherweise handelt es sich um freundliche Wesen, die dabei helfen sollen, den Anwender durch den Software-Dschungel zu führen. Die jüngste und spektakulärste Ausgeburt der Maus findet sich bei Lisa, dem lang erwarteten Bürocomputer, den Apple letzte Woche vorstellte. Wenn er […] im Sommer auf den Markt kommt, sollte der leitende Angestellte nur 20 Minuten benötigen, um die Lisa bedienen zu lernen, während es bei einem normalen Mikrocomputer 20 Stunden wären.“

1985 brachte eine Ausgründung der École polytechnique fédérale de Lausanne (EPFL; Eidgenössische Technische Hochschule Lausanne), die Firma Logitech, die erste populäre Drei-Tasten-Kugelmaus LogiMouse C7 mit RS-232-Anschluss auf den Markt. Mit der Einführung der PS/2-Systeme durch IBM im Jahre 1987 wurden Mäuse mit PS/2-Anschluss vorgestellt. Die Maus wurde von IBM auch in Deutschland oft als „Pointing Device“ bezeichnet.
1980 begann die Entwicklung optischer Mäuse. Steve Kirsch bei der Firma Mouse Systems und Richard Francis Lyon bei Xerox entwickelten unterschiedliche Ansätze. Deren Durchbruch kam aber erst mit günstigen und leistungsfähigen Chips zur Bildverarbeitung. Ende der 1990er Jahre begannen die optischen Mäuse die auf Kugelmechanik basierenden Mäuse zu verdrängen. Ab Ende 1998 tauchten auch die ersten Mäuse auf, die über den 1996 im Wesentlichen von Intel spezifizierten USB-Anschluss mit dem Computer verbunden und in Windows 95 (OSR2.1), Windows 98 auf PCs oder Mac OS auf Macintosh-Rechnern wie dem iMac betrieben werden können: Primax Navigator, Logitech Pilot.
Das mitunter die Bewegungsfreiheit einschränkende Kabel führte zur Entwicklung drahtloser Mäuse. 1984 stellte Logitech eine Maus basierend auf Infrarottechnik vor. Seit 1991 sind kabellose Mäuse verfügbar, die über Funk mit dem Computer kommunizieren. Ende 2002 wurde von Microsoft und Logitech eine Maus vorgestellt, die über Bluetooth per HID-Profil mit dem PC kommuniziert, seit 2003 kann mit einem Produkt der Firma Belkin die Verbindung auch verschlüsselt werden.
1995 stellte Genius die Mouse Systems ProAgio und die Genius EasyScroll vor, die zwischen den beiden Maustasten ein zusätzliches Scrollrad aufwiesen, um zum Beispiel innerhalb eines Fensters schneller auf- und abscrollen zu können. Seit der 1996 von Microsoft vorgestellten Intellimouse und der Unterstützung innerhalb der Microsoft-Software kommen derartige Mäuse auf einen höheren Marktanteil.

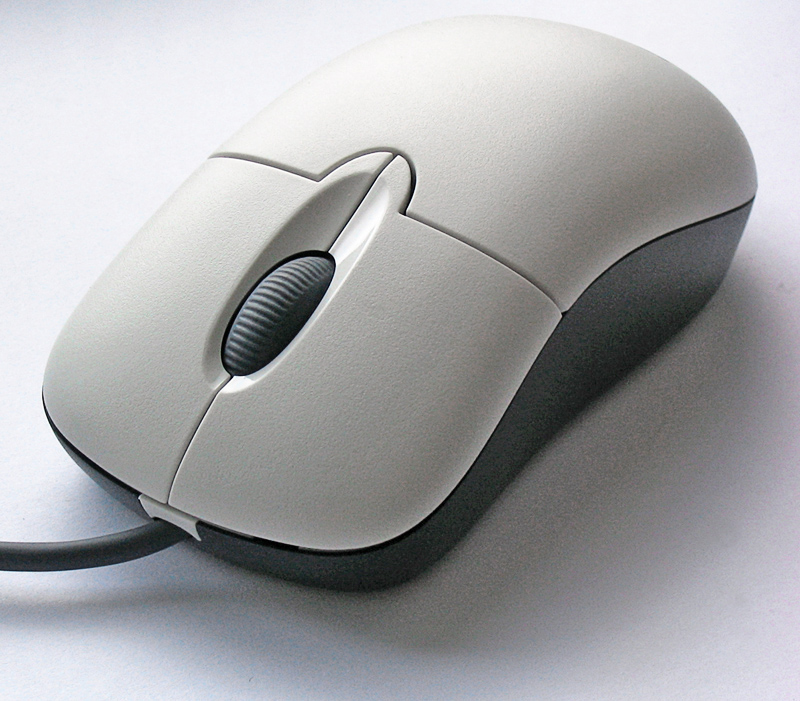
Eine Drei-Tasten-Maus (das Mausrad ist üblicherweise auch eine Taste)

Seit 1998 gibt es von Sun Microsystems Lasermäuse für die Sun Sparc Workstations. Im Herbst 2004 stellte Logitech zusammen mit Agilent Technologies im Markt der Personal Computer eine erste Lasermaus vor, die Logitech MX 1000 Laser. Die MX1000 erreichte eine Bildverarbeitung von 5,8 Megapixeln/Sekunde bei einer Auflösung von 800 dpi. Mittlerweile sind auch Lasermäuse anderer Hersteller mit mehr als 5600 dpi verfügbar, beispielsweise die Razer Mamba, eine Maus für Computerspiele (engl.: gaming mouse).
Seit 2011 gibt es eine erste Maus – die M440 ECO – von Fujitsu, bei der Umweltaspekte eine Rolle spielen (Gehäuse aus 100 % ökologischem Kunststoff und PVC-freies Kabel). Die M440 ECO gleicht hinsichtlich Haltbarkeit und Ergonomie einer konventionellen Standard-Maus.
Seit 2012 gibt es vom deutschen Verein Nager IT e. V. sogar eine Fairtrade-Maus. Diese wird nicht nur besonders ökologisch produziert, sondern es werden auch soziale und ethische Aspekte, wo immer möglich, in der gesamten Zulieferkette beachtet. Die Maus von Nager IT ist derzeit die einzige Maus am Markt mit dem Blauen Engel und gilt in Fachkreisen als die ökologischste und „fairste“ Maus der Welt. Sie ist als Projekt mit dem Ziel konzipiert zur Nachahmung anzuregen und aufzuzeigen, wie sozial und ökologisch eine alltagstaugliche Maus produziert werden kann. 
Daneben gibt es auch von diversen Nischenherstellern z. B. Holz- oder Bambusmäuse, bei denen aber Kriterien wie sozial-ethische Herstellung und Umweltschutz nebensächlich sind oder Ergonomie und Haltbarkeit oft zu wünschen übrig lassen.

## Technik

### Anwendungsprinzip
Der Anwender bewegt die Maus auf einer glatten Oberfläche, die Bewegungsinformation wird an den Rechner übertragen. Über Betriebssystem-Routinen wird eine Markierung (Mauszeiger) auf dem Bildschirm entsprechend der Mausbewegung bewegt. Zumeist wird diese grafische Markierung als kleiner Pfeil dargestellt.
Die Maus ist mit Tasten ausgestattet, die auf Tastendruck (Mausklick) eine für die entsprechende Software registrierbare Aktivität übermittelt. Bei einem solchen Ereignis werden normalerweise die aktuellen Bildschirmkoordinaten berechnet und eine entsprechende Reaktion ausgelöst. Beispielsweise kann ein Anwender auf ein Dateisymbol zeigen und es mit einem Tastendruck auswählen und aktivieren. Das Programm registriert das und hebt dieses Dateisymbol grafisch hervor. In einem Textverarbeitungsprogramm kann ein Anwender den Mauszeiger im Text bewegen und mit einem Tastendruck eine Schreibmarke (Cursor) darin platzieren. Wenn der Anwender zu tippen beginnt, wird der Text an dieser Stelle eingefügt.

### Sensorik

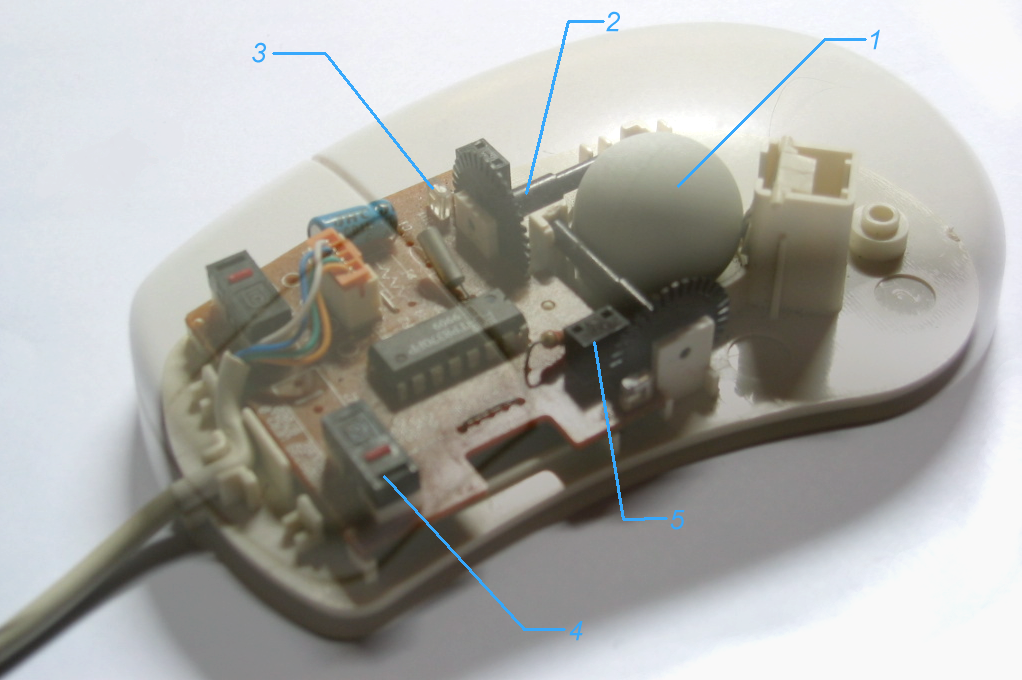
Innenansicht:
1. Mauskugel
2. Lochscheiben
3. LED (Lichtquelle der Lichtschranke)
4. Taster
5. Optischer Sensor (Empfänger der Lichtschranke)

Funktionsdarstellung einer optomechanischen Maus:
1. Bewegen der Maus erzeugt Drehung der Kugel.
2. X- und Y-Achsen übernehmen den jeweiligen Anteil der Bewegung.
3. Lochscheiben werden gedreht.
4. Infrarot-LEDs leuchten durch die Lochscheiben.
5. Sensoren empfangen Lichtpulse, die in X- und Y-Geschwindigkeiten umgesetzt werden.

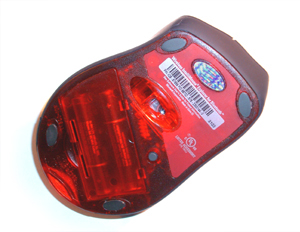
Unterseite einer optischen Funkmaus

Man kann verschiedene Verfahren zur Aufnahme der Mausbewegung unterscheiden:

#### Mechanisch-elektrisch
Die ersten Mäuse funktionierten mit mechanischen Kontakten. In der allerersten Generation wurden noch Schleifkontakte zur Koordinatenermittlung verwendet, die starkem Verschleiß unterlagen, dafür aber sehr stromsparend auswertbar sind.

#### Optomechanisch
Später waren optomechanische Mäuse üblich, bei denen die Mausbewegungen über eine Rollkugel, zwei Lochscheiben und zugehörige Lichtschranken in elektrische Signale umgewandelt werden. Technisch gesehen ist dies aus heutiger Sicht aber Optomechatronik. Die Rollbewegung der Kugel wird über zwei Walzen auf zwei gelochte Segmentscheiben übertragen, aus deren Drehrichtung und Geschwindigkeit werden über Inkrementalgeber mit kleinen Lichtschranken elektrische Impulse („Mickies“) erzeugt. Die relativen Koordinaten zur Darstellung des Mauszeigers werden im Computer mit einer entsprechenden Software (Maustreiber) errechnet. Kugelmäuse sind jedoch anfällig für Verschmutzung, da die Kugel, eine meist mit Gummi überzogene Stahlkugel, immer wieder Partikel ins Mausinnere zieht und diese hauptsächlich an der Mechanik haften bleiben, was die Präzision und Wiederholgenauigkeit der Maus vermindern kann. Auch starke Sonneneinstrahlung kann manche Mäuse mit leicht transluzenten Gehäusen durch Störung der Lichtschranken beeinträchtigen. Vorteilhaft gegenüber optischen Mäusen mit einem bildverarbeitenden Prozessor ist der geringere Strombedarf (25 mA zu 100 mA bei einer optischen Maus) und der durch den Aufbau bedingte Umstand, dass auch der Betrieb auf einem transparenten Untergrund wie einer Glasplatte möglich ist.

#### Optisch mit Leuchtdioden
Neuere Mausgenerationen beleuchten die Oberfläche, auf der die Maus bewegt wird, mit einer eingebauten Lichtquelle, beispielsweise mit einer Leuchtdiode, und nehmen die Reflexionen mit einem optischen Sensor auf. Ein eingebauter Mikroprozessor berechnet aus den Unterschieden zwischen nacheinander aufgenommenen Bildern Richtung und Geschwindigkeit der Bewegung der Maus. Man nennt diese Art „optische Maus“. Ausfallerscheinungen durch verschmutzte Kugeln und vor allem Rollachsen können konstruktionsbedingt nicht mehr auftreten. Dafür wird manchmal das optische Signal bei feinen Bewegungen auch auf gut strukturierten Unterlagen falsch interpretiert und der Zeiger falsch bewegt.
Die ersten Mäuse dieser Art benötigten spezielle Mauspads, auf denen ein Gitter oder Punkte aufgezeichnet waren, an denen sich der optische Sensor orientieren konnte (System von Steve Kirsch, Mouse Systems). Mit höherer Leistung der in den Mäusen verbauten Mikroprozessoren können heute rechenintensivere Algorithmen zur Bildverarbeitung eingesetzt werden. So funktionieren moderne optische Mäuse auf fast allen Unterlagen. Nur Flächen, die eine sehr geringe oder keine Struktur aufweisen, z. B. Spiegel, Glas und viele lackierte Flächen, sind prinzipbedingt ungeeignet. Die hohe Präzision moderner optischer Mäuse macht sich besonders in grafischen Anwendungen und in Computerspielen positiv bemerkbar.

#### Optisch mit Laserdioden
Die Lasermaus stellt eine verbesserte Variante der optischen Maus dar. Dabei wird statt der normalen Leuchtdioden eine Laserdiode, die auf Infrarot-Technik basiert, als Lichtquelle eingesetzt. Das ergibt durch den Speckleeffekt einen besseren Kontrast auch auf sehr glatten Oberflächen, transparente Oberflächen bleiben jedoch problematisch.

#### BlueTrack-Technologie
Die BlueTrack-Technologie, 2011 von Microsoft entwickelt und vorgestellt, soll die bisher gängigen Methoden der Bewegungsfeststellung ablösen. Eine große blaue Lichtquelle unterhalb der Maus soll von der Oberfläche in Kombination mit dem optischen Sensor und der Pixelgeometrie von Microsoft ein Bild mit besserem Kontrast machen können, sodass ein genaueres Tracking möglich ist. Dabei soll diese Technik auf weiteren, bis dato ungeeigneten Oberflächen funktionieren. Durchsichtiges Glas oder spiegelnde Oberflächen stellen aber weiterhin den wunden Punkt sämtlicher nicht-mechanischer Techniken dar.

#### Darkfield-Technologie
Die von Logitech entwickelte Darkfield-Technologie verwendet Laserdioden zur Bewegungserkennung, jedoch wird zusätzlich das Prinzip der Dunkelfeldmikroskopie eingesetzt, um selbst Verschmutzungen der Oberfläche und minimale Unregelmäßigkeiten zu erkennen und zur Bewegungsfeststellung zu verwenden. Vorteil dieser Technologie ist die Einsatzmöglichkeit auf bisher ungeeigneten Oberflächen wie Glas oder anderen spiegelnden Oberflächen mit einer vergleichsweise hohen Zuverlässigkeit.

#### Empfindlichkeit
Je nach verwendetem Bewegungsaufnehmer (mechanisch-elektrisch, optomechanisch, optisch mit LED oder Laserdiode) unterscheidet sich die Empfindlichkeit der Maus, also die Strecke, die auf der Unterlage mit der Maus gefahren werden muss, um eine bestimmte Strecke mit dem Mauszeiger auf dem Bildschirm zurückzulegen. Dabei resultiert eine hohe Empfindlichkeit in einem kurzen Fahrweg auf der Unterlage. Einfluss hat darauf die manchmal bei Mäusen angegebene Auflösung in dpi: Je mehr Punkte auf einer bestimmten Strecke aufgelöst werden können, desto empfindlicher ist die Maus.
Manche Betriebssysteme und auch manche Programme bieten die Möglichkeit, die Empfindlichkeit individuell zu beeinflussen. Zusätzlich ist die Beschleunigung im neueren Betriebssystem einstellbar (sogenannte „Mausbeschleunigung“), wenn zusätzlich zur zurückgelegten Strecke die Bewegungsgeschwindigkeit ausgewertet wird. Bei Bewegung auf großen Flächen ist es hilfreich, wenn die große Strecke mit einer schnellen Bewegung überwunden wird und die genaue Annäherung an den gewünschten Punkt dann mit normaler Geschwindigkeit erfolgen kann.

### Tasten
Neben der Fähigkeit, eine zweidimensionale Position zu übermitteln, können mit Mäusen über Tasten – teils auch als Knöpfe bezeichnet – Aktionen ausgelöst werden. Hinter den Maustasten, mit denen ein Mausklick ausgelöst wird, verbergen sich meist Mikrotaster, die bei Überschreitung einer bestimmten Kraft einen Kontakt schließen. Diese Änderung wird als Bit in einem Teil des Mausprotokolls an den Rechner übertragen und löst über Maustreiber, Betriebssystem und das Anwendungsprogramm eine damit verbundene Aktion aus. Die Taster weisen oft eine Art Knackfroscheffekt auf: Bei Überschreitung der erforderlichen Kraft erhält der Benutzer sowohl eine taktile als auch eine akustische Rückmeldung der Betätigung (daher auch der Begriff Mausklick).
Die erste Maus von Engelbart hatte lediglich eine Taste. Xerox konstruierte bereits 1973 eine Variante mit drei Tasten für den Alto. Im Bereich der Personal Computer gab es Mäuse mit ein, zwei oder drei Maustasten. Apple nutzte bei Lisa und Macintosh wieder nur eine Taste. Microsoft unterstützte bei seriellen Mäusen unter MS-DOS nur zwei Tasten, weshalb bei vielen Mäusen im Microsoft-kompatiblen Modus ebenfalls nur zwei Tasten nutzbar sind. Viele Mäuse an Unix-Workstations besaßen drei Tasten, sodass das X Window System nur mit drei Tasten nutzbar ist. (Als Unix auf den PC kam, konnte die mittlere Maustaste auch emuliert werden, wenn nur eine Maus mit zwei Maustasten vorhanden war.) Modelle mit drei Tasten sind seit den 1980er Jahren verfügbar und nach 1995 haben sich Mäuse mit Mausrad und integrierter mittlerer Maustaste durchgesetzt. Zusätzliche Tasten haben teils fest programmierte Funktionen im Betriebssystem oder deren Funktionalität kann frei programmiert werden.
Mäuse mit Mausrad, auch Wheel-Mäuse genannt, ermöglichen bequemes Scrollen, die Funktion dieses Rollrads kann jedoch auch anders belegt sein. Zusätzlich zum in den meisten Modellen klickbaren Scrollrad, das als mittlere Maustaste fungiert, haben manche Modelle sogar zwei Räder, um gleichzeitiges horizontales und vertikales Scrollen zu ermöglichen.

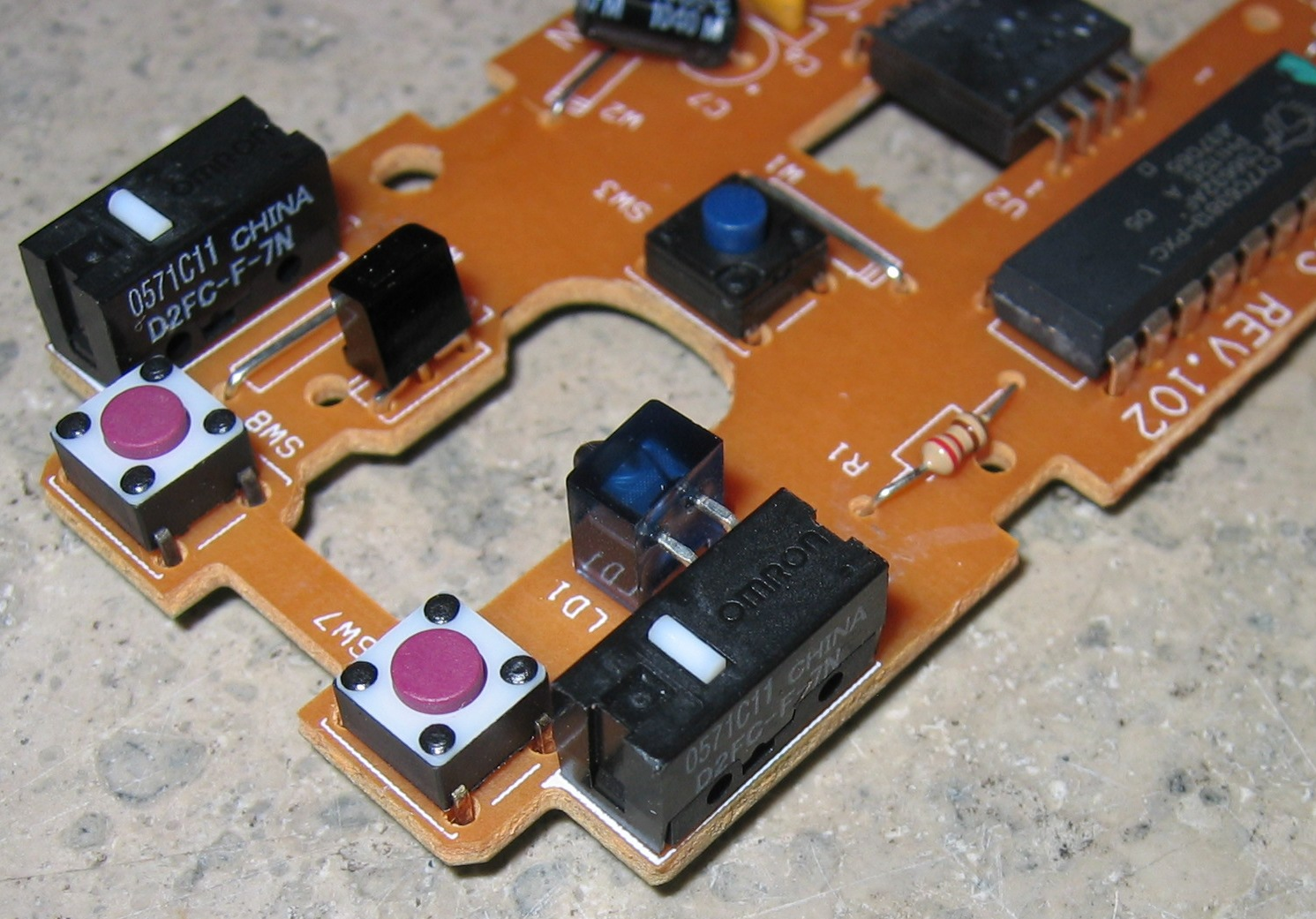
Leiterplatte einer optischen Rad-Maus

#### Standardbelegung der Tastenfunktionen
Die Tasten werden vom System über Eventnummern (button) abgefragt. Eine typische Standardbelegung unter Linux und Windows ist:
| Button (Event-Nummer) | Taste                                    | Bedeutung / Funktion                                                      |
| --------------------- | ---------------------------------------- | ------------------------------------------------------------------------- |
| 1                     | linke Taste *                            | primäre Funktion * (normaler Klick: Auswahl/Positionierung)               |
| 2                     | mittlere Taste (oft auf Rad)             | dritte (Hilfs-)Funktion (Mittelklick, z. B. Schließen eines Browser-Tabs) |
| 3                     | rechte Taste *                           | sekundäre Funktion * (Rechtsklick: meist Kontextmenü)                     |
| 4                     | Rad – hinauf                             | ursprünglich Scroll-Up, als „natürliches Scrollen“ meist Scroll-Down      |
| 5                     | Rad – hinunter                           | ursprünglich Scroll-Down, als „natürliches Scrollen“ meist Scroll-Up      |
| 6                     | Rad – Druck links                        | meist Scroll-Left                                                         |
| 7                     | Rad – Druck rechts                       | meist Scroll-Right                                                        |
| 8                     | seitlich links / oder linke untere Taste | Sonderfunktion: z. B. Zurück im Browser                                   |
| 9                     | seitlich rechts / oder linke obere Taste | Sonderfunktion: z. B. Vorwärts im Browser                                 |

Moderne Betriebssysteme unterstützten die „linkshändige Bedienung“, bei der die Funktionen der rechten und linken Maustaste vertauscht werden: die rechte Taste erhält somit die primäre Funktion. Das funktioniert sehr gut bei symmetrischen, aber nicht so gut bei ergonomischen und für Rechtshänder gebauten Mäusen. Ebenso lässt sich im Betriebssystem oft die voreingestellte Scrollrichtung umkehren.
Mehr als drei Maustasten und das Mausrad funktionieren in der Regel nur, wenn der Gerätetreiber zusätzliche Tasten unterstützt. Teilweise müssen die zusätzlichen Tasten jedoch konfiguriert werden, indem ihnen vom Anwender eine Funktion zugewiesen wird. Bei ganz alten Betriebssystemen werden zumindest zwei Maustasten, die primäre und sekundäre (linke und rechte) Taste, bei allen generischen Maustreibern unterstützt, manchmal auch die mittlere Taste und das Mausrad.

### Kabellose Mäuse

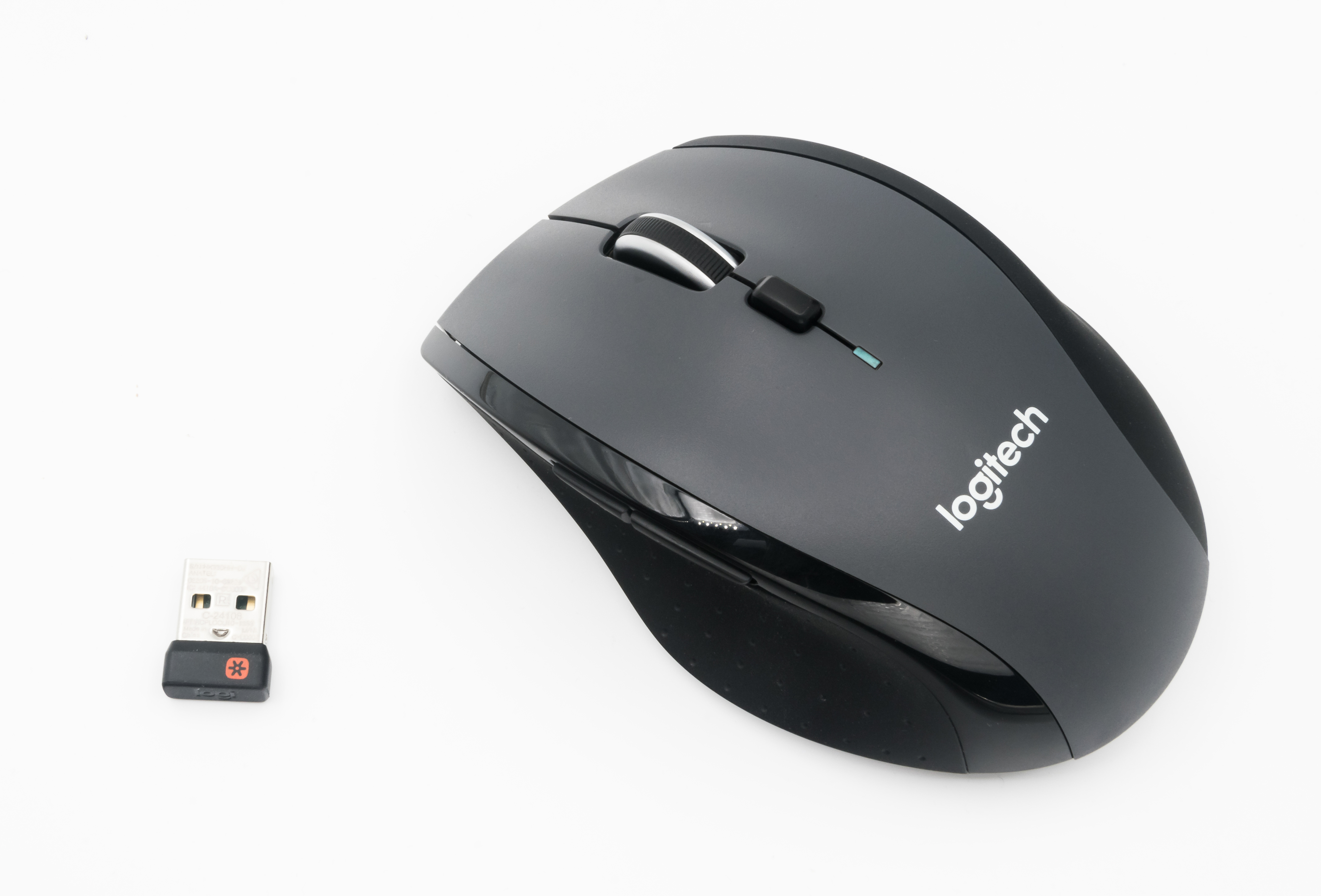
Eine kabellose optische Computermaus von Logitech mit dem proprietären USB-Empfänger „Unifying Receiver“

Kabellose Mäuse übertragen ähnlich wie Funktastaturen ihre Informationen nicht mehr durch das manchmal störende Kabel. Stattdessen werden die Daten via Infrarot (selten) oder Funk (beispielsweise Bluetooth oder in einem anderen ISM-Band [2,4 GHz ist heute das meistgenutzte]) von der Maus zu einer Basisstation übertragen. Sofern die Basisstation nicht bereits fest im Computer verbaut ist, wird das Signal dann per Kabel über die serielle, PS/2- oder eine USB-Schnittstelle an den Computer weitergeleitet.
Kabellose Mäuse benötigen eine eigene Stromversorgung, üblicherweise durch Batterien oder Akkumulatoren. Dadurch entsteht ein etwas höheres Gewicht der Maus und die Notwendigkeit des gelegentlichen Batteriewechsels oder Nachladens. Neuere höherwertige Modelle kommen nach Herstellerangaben Monate bis Jahre ohne Batteriewechsel bzw. Nachladen aus. Während manche zum Laden in eine Ladestation gestellt werden und somit während des Ladens nicht genutzt werden können, gibt es auch Modelle, die über ein Kabel geladen werden und auch während des Ladens einsatzfähig sind. Es sind auch kabellose Mäuse ohne interne Stromversorgung verfügbar, die per Induktion von einem speziell mitgelieferten, an einem USB-Anschluss angeschlossenes Mauspad mit Energie versorgt werden.
Kabellose Mäuse können, sofern die Daten nicht verschlüsselt werden, meist relativ leicht abgehört werden und haben teilweise eine geringfügig längere Reaktionszeit als kabelgebundene Modelle.

### Gaming-Mäuse

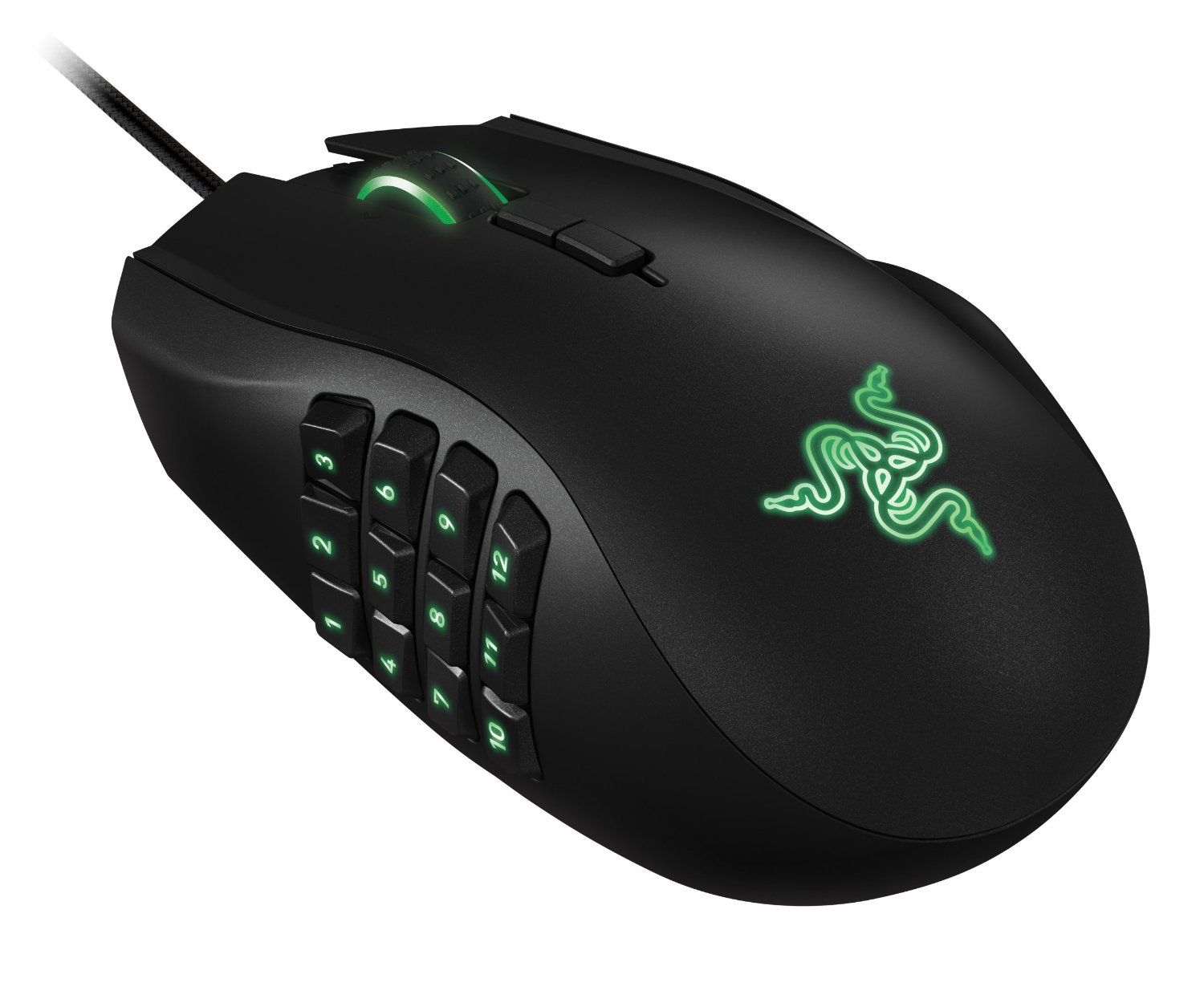
MMORPG-Gaming-Maus von Razer mit Seitentasten

Diese Art von Maus ist speziell für Computerspiele entwickelt worden. Ein grundlegendes Merkmal von Gaming-Mäusen ist der Verbau eines optischen Hochleistungssensors wie z. B. PixArts Modell PMW3389. Dieser hochauflösende Sensor verfügt über eine Punktdichte von 16.000 DPI, die meist durch Software oder Hardware eingestellt werden kann.
Die Form der Maus ist entweder ergonomisch oder beidhändig gestaltet, wobei die beidhändige Form symmetrisch ist und sich für Rechts- sowie Linkshänder eignet. Die ergonomische Form hingegen soll eine natürliche Halteposition für die Hand des Nutzers bereitstellen und ist entweder für Rechtshänder oder Linkshänder vorgesehen.
Einige Gaming-Mäuse, welche vor allem für MMORPGs konzeptioniert wurden, verfügen über eine höhere Anzahl von Seitentasten um die Bedienung von zahlreichen Fähigkeiten zu vereinfachen. Im Shooter-Genre wird viel Wert auf das Gewicht der Maus gelegt, wobei ein niedriges Gewicht das Handgelenk bei längerem Gebrauch entlastet, und schnelle Bewegungen mit weniger Kraftaufwand erledigt werden können.

### Schnittstellen für den elektrischen Anschluss
Da die Maus erst in den späten 1980er Jahren ihren Weg zu den IBM-PC-kompatiblen Rechnern gefunden hat, musste dort im Gegensatz zu Computern, die im Grundkonzept bereits eine Maus vorgesehen hatten, beispielsweise Macintosh, Amiga, Atari ST, erst eine geeignete Schnittstelle gefunden werden.

#### Busmouse-Anschluss an PC-Steckkarten
Anfangs wurden Mäuse für IBM-kompatible Computer über eigene Schnittstellenkarten („Busmaus“) betrieben. Die Anschlussbelegung des Mauskabels war nicht standardisiert, Maus und Karte mussten daher zusammenpassen.

#### Serielle Schnittstelle nach RS-232
Eine verbreitete Methode war der Anschluss am seriellen Port (RS232) über einen neun- oder 25-poligen D-Sub-Stecker. Diese serielle Schnittstelle war ursprünglich für die Datenfernübertragung mit Fernschreibern, Modems und Akustikkopplern entwickelt worden. Da die Maus ein einfaches und in der Datenübertragung langsames Gerät ist, das nur für Koordinateninformation und Status der Tasten Daten übermittelt und außerdem seinen Strom mittels eines dafür zweckentfremdeten Handshake-Pins über die Schnittstelle erhalten konnte, war diese Schnittstelle eine recht langlebige Lösung, bei der die Maus auch problemlos im laufenden Betrieb angeschlossen werden kann. Diese serielle Lösung hielt sich bei PCs seit Mitte der 1980er Jahre über zehn Jahre lang und verschwand erst ab 1996 allmählich mit dem Aufkommen der ATX-Hauptplatinen und der PS/2-Maus (siehe unten). Ein Nachteil aus Herstellersicht besteht in den für RS-232 verwendeten hohen Spannungen von ±12 V statt der im PC-Inneren üblicheren 0 V / 5 V, wodurch sich der Schaltungsaufwand erhöht. Frühe Modelle benötigten gar noch ein eigenes Netzteil.

#### Herstellereigene Schnittstellen
Frühe Apple-Computer-Modelle der Apple-II-Baureihe waren noch ohne Maus konzipiert worden. Für diese kam nur ein Busmouse-Konzept mit einer speziellen Steckkarte für den Mausanschluss zum Einsatz. Die Macintosh-Rechner stellten bereits bei ihrer Einführung einen eigenen (proprietären) Anschluss für die Maus bereit. Zunächst (Ur-Macintosh, Macintosh 512 und Macintosh Plus) wurden die unverarbeiteten Signale der Achsen und der Taste über einen neunpoligen D-Sub-Stecker übertragen, der 1987 beim Macintosh II und Macintosh SE durch den universelleren Apple Desktop Bus (ADB) ersetzt wurde. Mit dem ADB wurde die Maus an die Tastatur und die Tastatur mit einem zweiten ADB an den Computer angeschlossen. Auch andere Kleingeräte wurden mittels ADB angeschlossen. Der ADB wurde bis zum Power Macintosh G3 von 1998 verwendet, bei dem Apple den ADB durch die USB-Schnittstelle ablöste.
Auch bei SUN Unix Workstations war bis etwa 2003 die Maus mit der Tastatur verbunden, und beide Geräte wurden mit einem gemeinsamen Kabel an die Workstation angeschlossen (SUN Ultra).
Die Firma Commodore verwendete für ihre Amiga-Computer ähnlich wie frühe Apple-Modelle eine Schnittstelle, die unverarbeitete Signale über einen neunpoligen D-Sub-Stecker überträgt. Die Pinbelegung orientierte sich dabei jedoch am Atari-2600-„de-facto-Standard“ für Joystickbuchsen, damit die gleichen Buchsen Mäuse und Joysticks unterstützen konnten. Für den Commodore 64 und den Commodore 128, bei denen zunächst keine Maus vorgesehen war und es somit auch keine dafür vorgesehene Empfängerhardware im Gerät gab, wurde eine Maus entwickelt, die ihre Signale analog über die Paddle-Schnittstelle übertrug (Commodore 1351) sowie eine Maus, die ihre Signale digital über die Joystick-Schnittstelle übertrug (Commodore 1350).

#### PS/2-Schnittstelle

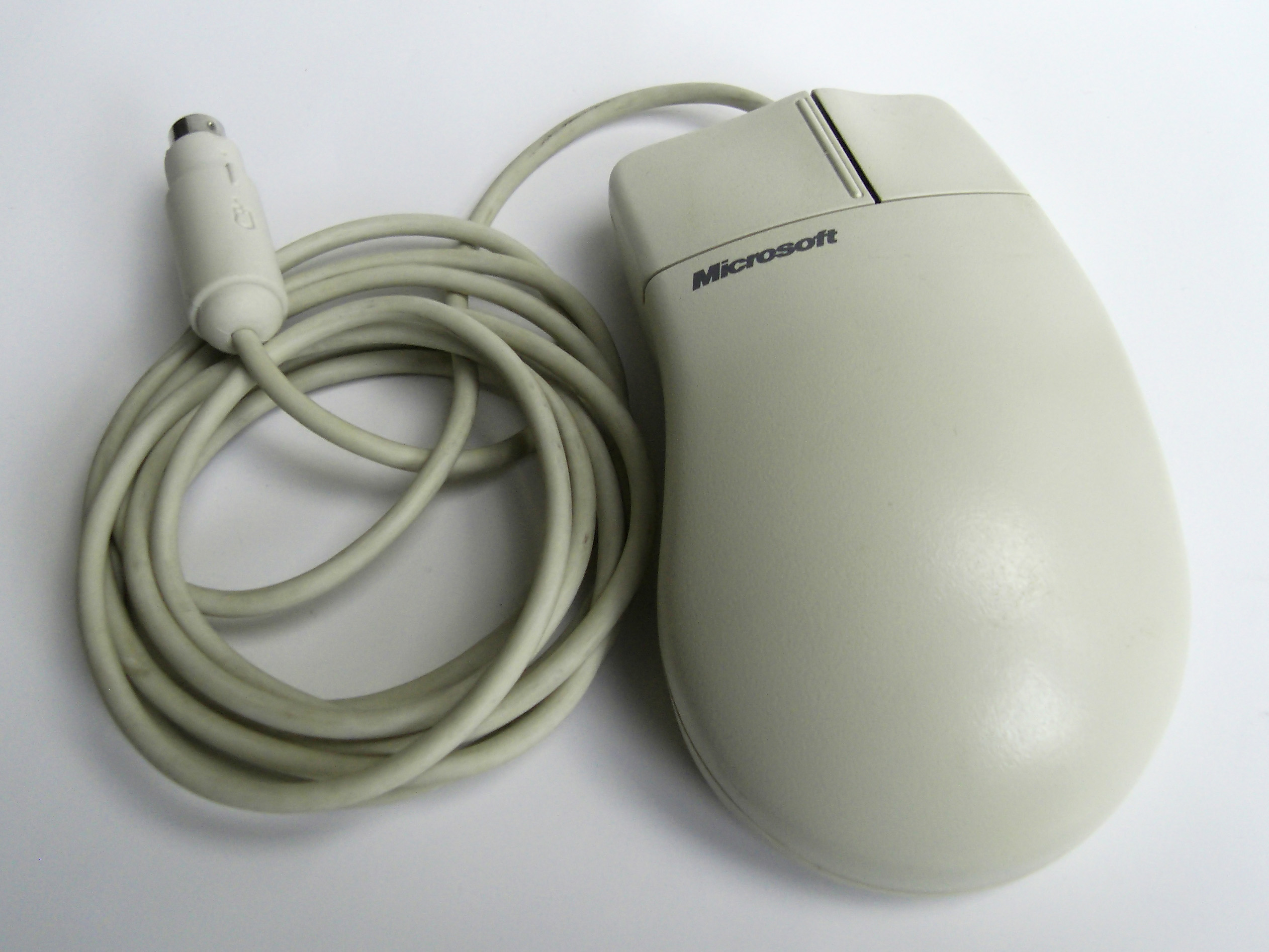
Microsoft-Maus mit PS/2-Schnittstelle

Bei IBM-kompatiblen Rechnern setzte sich mit dem breiten Aufkommen der mausgesteuerten Betriebssysteme mit dem PS/2-Anschluss eine gesonderte Schnittstelle nur für die Maus durch. Diese wurde bereits 1987 durch IBM in den technischen Referenzhandbüchern zum Personal System/2, kurz: PS/2, definiert. Die Übertragungsprotokolle und die Pinbelegungen von Tastatur und Maus sind dabei identisch: Es handelte sich um ein synchrones, serielles Protokoll, das ursprünglich speziell für Computer-Tastaturen entwickelt wurde, und arbeitet mit einer 5-Volt-Versorgungsspannung.
Die PS/2-Schnittstelle ist anders als die serielle und die USB-Schnittstelle nicht Hotplug-fähig: Eine Maus musste beim Einschalten des Computers angeschlossen sein; ein Ausstecken während des Betriebs führt zum Systemhalt und konnte sogar die Schnittstelle zerstören.

#### USB-Schnittstelle
Heute hat sich der universell einsetzbare USB-Anschluss für Mäuse und andere Peripherie für IBM-kompatible Rechner, Unix-Workstations (SUN, IBM) sowie für Apple-Macintosh-Rechner gegenüber dem PS/2-Anschluss weitgehend durchgesetzt. Moderne PCs verfügen oft noch über einen PS/2 Anschluss, Notebooks allerdings fast nie. Für die Übertragung werden beim USB-Anschluss neben Masse- und 5-V-Versorgungsspannungsleitung zwei Datenleitungen verwendet, über die Daten differenziell übertragen werden. Außerdem sind Geräte am USB-Anschluss durch die Reihenfolge, in der die Verbindungen beim Steckvorgang hergestellt werden (zuerst Masse und Spannung), dafür ausgelegt im laufenden Betrieb entfernt oder wieder angeschlossen werden zu können (Hotplug).

### Kommunikation mit dem angeschlossenen Computer
Unabhängig von der verwendeten physikalischen Schnittstelle findet eine serielle Datenübertragung zwischen dem Computer und der daran angeschlossenen Maus statt. Dabei werden verschiedene Verfahren zur Übertragung benutzt, die als Protokolle bezeichnet werden. Abhängig vom verwendeten Protokoll und der Maus muss innerhalb des Betriebssystems auf dem Computer der entsprechende Maustreiber installiert sein, über den gegebenenfalls auch Anpassungen für Empfindlichkeit und Beschleunigung der Maus vorgenommen werden können.

#### Busmaus

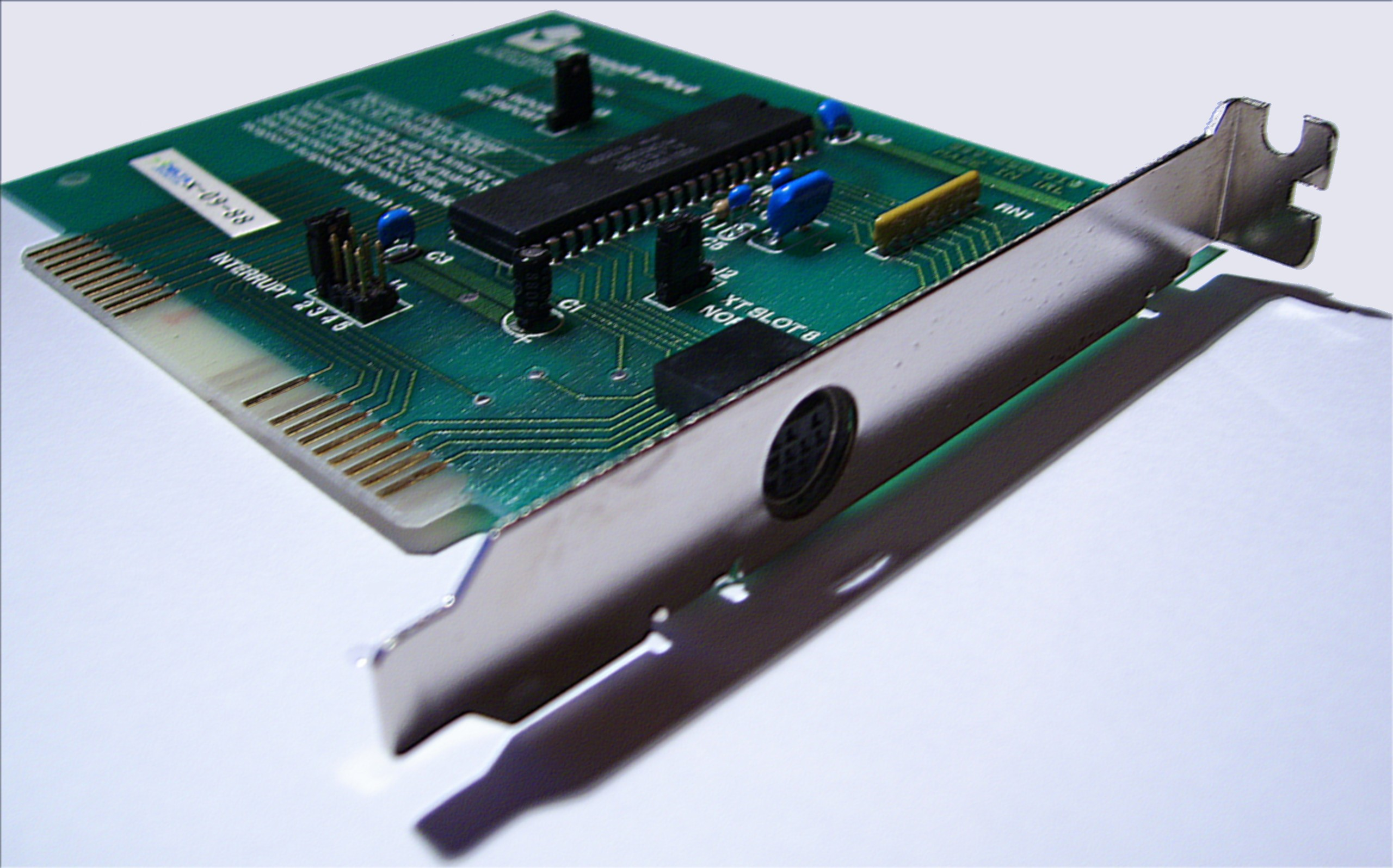
InPort-ISA-Erweiterungskarte von Microsoft

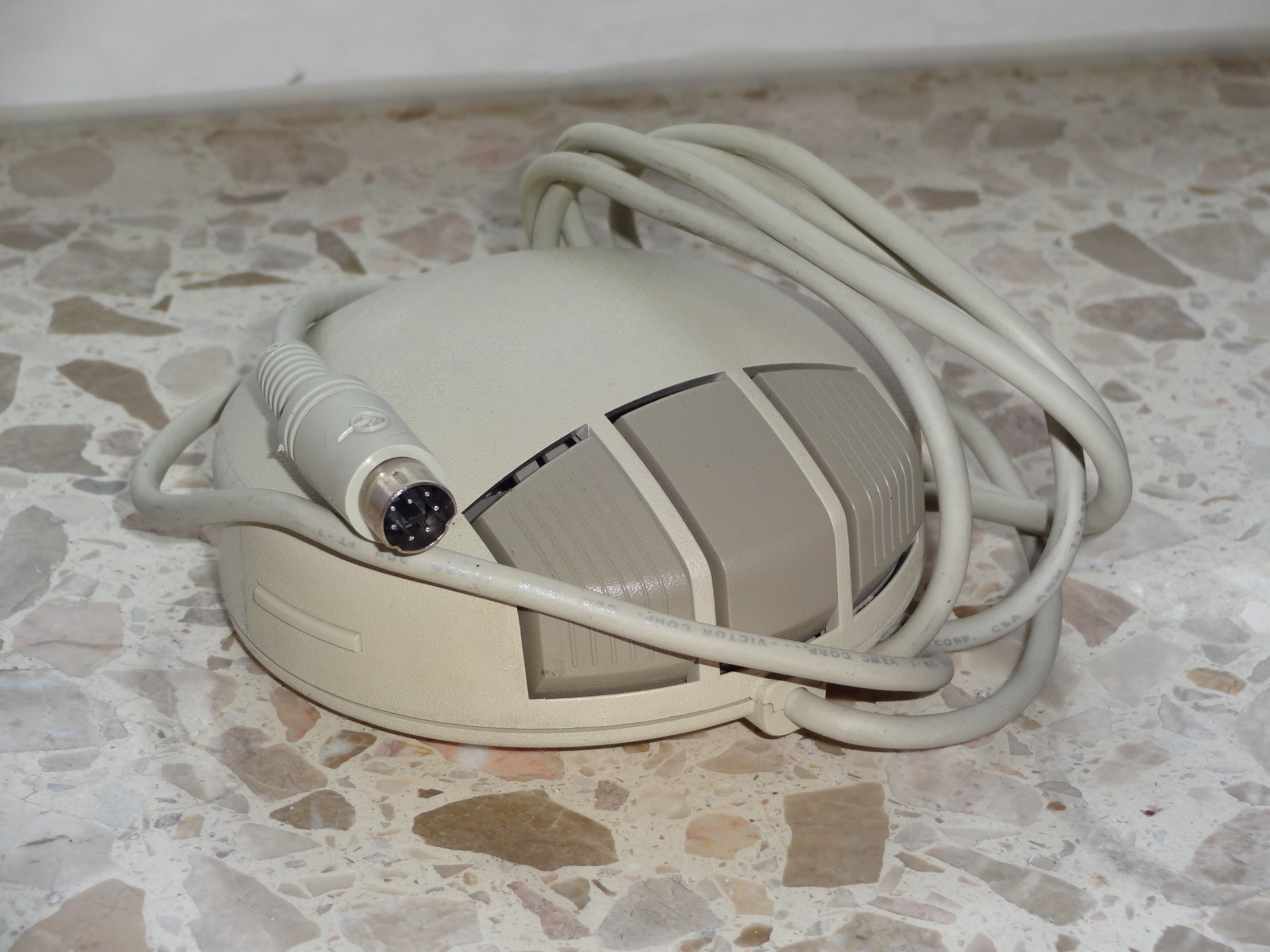
Eine Computermaus von 1986 mit einem Mini-DIN 7 Stecker

Bei einer Busmaus oder Busmouse sitzt die komplette Elektronik zur Dekodierung von Mausbewegung und Tastenbetätigung auf einer PC-Einsteckkarte für den ISA-Bus. Es werden neun Signale über einen Neun-Pin-Mini-DIN Adapter (auch Hosiden-Adapter genannt) übertragen. Neben dem Massepotential sind das die Kontaktsignale der drei Mausschalter und jeweils zwei für die versetzten Lichtschranken der Drehsensoren für X- und Y-Richtung. Diese Mäuse waren zum Beispiel von Logitech, Microsoft oder ATI zusammen mit den passenden ISA-Bus-Steckkarten erhältlich und sind heute kaum mehr im Betrieb.

#### Maus mit serieller Schnittstelle nach RS-232
Für Mäuse mit serieller Schnittstelle nach RS-232 können Anschlüsse mit neun- oder 25-poligen D-Sub-Buchsen am Mauskabel verwendet werden. Die Signale Masse, RxD, TxD, RTS, DTR werden benutzt, CTS und DSR werden nicht genutzt, dürfen aber auch nicht gebrückt sein. Aus DTR und RTS wird in der Maus die positive Versorgungsspannung für die Leuchtdioden der Bewegungssensoren und zur Bedienung der Schnittstelle gewonnen, über DTR erfolgt auch ein Reset. TxD liefert die negative Spannung. Die verwendeten Signalspannungen liegen entsprechend RS232 zwischen −12 V und +12 V. Die Daten werden bei jeder Zustandsänderung, etwa durch Mausklick oder Bewegung, über den Anschluss RxD asynchron mit 1200 bit/s von der Maus an den Computer übertragen.
- Beim Microsoft-Mausprotokoll werden die Daten in drei aufeinanderfolgenden Bytes übermittelt, darin sind Start- und Stopbits, zwei Bits für die beiden Maustasten und die Werte für X- und Y-Bewegung in jeweils einem Sieben-Bit-Wert verschachtelt enthalten. Die Daten werden mit sieben Datenbits und zwei Stopbits oder acht Datenbits und einem Stopbit übertragen. Die X- und Y-Werte repräsentieren jeweils die Änderung gegenüber dem vorherigen Stand und sind keine Absolutwerte bzw. -positionen. Nach erfolgter Übertragung an den Computer werden diese Zähler zurückgesetzt.
- Logitech verwendet ein bisher nicht genutztes Bit im Microsoft-Mausprotokoll, um den Status der dritten Maustaste zu übertragen.
- Das Mouse-Systems-Mausprotokoll verwendet im Unterschied zum Microsoft-Mausprotokoll ebenfalls ein weiteres bisher ungenutztes Bit für die dritte Maustaste und übermittelt die Bewegung in fünf statt drei Bytes unverschachtelt, die beiden zusätzlichen Bytes vier und fünf enthalten bereits Änderungswerte gegenüber den in Byte zwei und drei übermittelten X- und Y-Werten. Die Daten werden mit acht Datenbits und einem Stopbit übertragen.
- Es gibt Mäuse, die über einen Umschalter auf der Unterseite der Maus zwischen dem Microsoft- und dem Mouse-Systems-Mausprotokoll umgeschaltet werden können. Unter X11 lässt sich ein fehlender Umschalter zur Umschaltung in den Mouse-Systems-Modus möglicherweise durch Drücken der linken Maustaste während des Bootens ersetzen.[32]

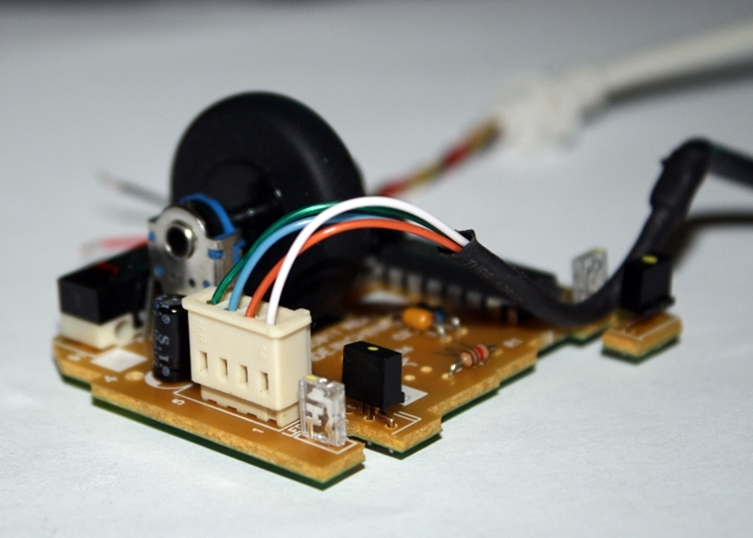
Vieradriges Kabel der PS/2-Schnittstelle

#### Maus mit PS/2-Schnittstelle
Eine PS/2-Maus wird an einem dem PS/2-Tastaturanschluss vergleichbaren, oftmals grünen sechspoligen Mini-DIN-Anschluss angeschlossen und über ein serielles, bidirektionales, synchrones Protokoll angesteuert. Diese Aufgabe übernimmt der Tastaturcontroller bzw. der Eingabegerätecontroller.
An IBM-kompatiblen PCs angeschlossene Mäuse verwenden in der Regel nicht mehr als vier physikalisch verbundene Drähte: 5-Volt-Speisespannung (maximal 275 mA Last), Masse, eine Daten- und eine Taktleitung. Takt- und Datenleitung werden von der Rechner- und der Mausseite über Open-Collector-Treiber angesteuert, der Ruhepegel liegt auf 5 Volt. Maus und Computer können jede der beiden Leitungen auf den Pegel von 0 V ziehen. Die Seite, die die Taktleitung auf 0-Volt-Pegel zieht, kann gültige Daten über die Datenleitung übermitteln. Das Taktsignal zwischen 10 kHz und 16,7 kHz wird von der Maus erzeugt. Sie darf nur Daten senden, wenn das Taktsignal nicht vom Computer zur Unterbrechung der Kommunikation auf 0 V gelegt wurde.
Die Übertragung erfolgt mit Startbit (immer 0), acht Datenbits (niedrigstwertiges Bit zuerst), ungerader Parität und einem Stopbit (immer 1), Daten werden bei hohem Pegel der Taktleitung auf die Datenleitung geschrieben und nach Pegelabfall des Taktes vom Computer gelesen. Daten werden vergleichbar dem Microsoft-Protokoll in drei Acht-Bit-Zeichen, aber unverschachtelt übermittelt. Zusätzlich zu den im Microsoft-Protokoll für seriell angeschlossene Mäuse enthaltenen Daten werden noch ein Vorzeichen- und ein Überlaufbit jeweils für X- und Y-Wert übertragen. Der Computer kann verschiedene Befehle an die Maus übermitteln und sie in verschiedene Übertragungsmodi versetzen: „Streammode“ (Standard: jede Änderung wird übertragen), „Remote Mode“ (Änderungen werden nur auf Abfrage übertragen), „Reset Mode“ und „Wrap Mode“ (Echo-Modus)).
Durch Befehle des Computers, genauer: des Tastatur-/Mauscontrollers, lassen sich auch Auflösung (Schritte/mm), Abtastrate (Abtastungen/s) und Skaling (Vergrößerungsfaktor der übermittelten Zählerstände) der Maus beeinflussen. Eine angeschlossene PS/2-Maus wird während des Bootens des IBM-kompatiblen PCs erkannt und kann normalerweise im laufenden Betrieb nicht entfernt, neu angeschlossen und benutzt werden, ist also nicht Hotplug-fähig.

#### Intellimouse
Für die Benutzung der Intellimouse hat Microsoft das PS/2-Protokoll auf ein Vier-Byte-Paketformat zum IMPS/2-Protokoll erweitert. Im vierten Datenpaket werden die Bewegungsinformationen des Scrollrades und die Zustände der beiden zusätzlichen Tasten übermittelt. Die Intellimouse verhält sich zum Zeitpunkt des Einschaltens wie eine PS/2-Maus, übermittelt aber nach Reset eine andere Device-ID. Diese bewirkt, dass der Maustreiber die dann übermittelten Vier-Byte-Pakete verarbeitet.

#### PS/2-Serial-Maus
Einige PS/2-Mäuse können über einen zugehörigen Adapter auch an einem seriellen Anschluss betrieben werden: die PS/2-Serial Maus. Da diese Adapter jedoch nicht zwischen den unterschiedlichen Pegeln und Protokollen wandeln können, muss die Elektronik in der Maus erkennen, an welchem Anschluss sie betrieben wird und sich darauf einstellen. Das wäre etwa über die Versorgungsspannung möglich, die am seriellen RS-232-Anschluss höher ist.

#### Maus am USB-Anschluss
An den USB-Bus angeschlossene Mäuse verwenden im Gegensatz zu PS/2-Mäusen kein proprietäres Protokoll mehr, sondern ein vom USB Interface Forum standardisiertes Busprotokoll. Die Daten werden seriell, differentiell auf den beiden Datenleitungen mit Sync-Signal, NRZI-Kodierung und Bit-Stuffing übertragen, daher ist eine separate Taktleitung wie bei PS/2-Mäusen nicht erforderlich.
Der USB-Gerätetreiber muss sicherstellen, dass häufig genug (siehe USB Software-Architektur) über einen USB-Treiber, den Treiber des USB-Hostcontrollers und den USB-Hostcontroller selbst der Status des USB-Slave-Clients, in diesem Falle: der Maus, abgefragt wird. Die Maus wird über eine vom USB-Hostcontroller nach Identifizierung vergebene sieben Bit lange Kennung als „Human Interface Device“(HID)-Gerät adressiert (siehe USB-Konfiguration) und als solches nach der Norm USB 1.0 bedient. Bei der Initialisierung informiert sie den Hostcontroller oder den dahinterliegenden USB-Treiber aus ihrem Pufferspeicher 0 über ihre Fähigkeiten und Eigenschaften (Anzahl: maximal vier, Richtung: in oder out, Abfragehäufigkeit, die „Sample Rate“, und Größe der Pufferspeicher der sogenannten Endpunkte: maximal 64 Byte, Geräteart, Hersteller, „Class Code“, Gerätekennung, Protokoll, benötigte Bandbreite und anderes). Dieser speichert die Informationen und reserviert die entsprechenden Zeitslots auf dem Bus. Dann fragt der Hostcontroller im Auftrag des Gerätetreibers, der die Abfragen beim USB-Hostcontroller-Treiber in die Queue einstellt, im Interrupt-Transfer-Modus alle 10 ms die zu übermittelnden Daten aus den Endpunkten ab, die Übertragung erfolgt mit höchstens acht Byte pro Transfer prüfsummengesichert (CRC16) von der Maus an den Computer. Der Endpunkt bildet also faktisch im Hostdevice (der Maus) einen gemeinsam von Hostcontroller (dem Computer) und Hostdevice (der Maus) einsehbaren Speicherbereich, der innerhalb eines garantierten Zeitabstandes regelmäßig vom Computer ausgelesen wird. Falls bei IBM-kompatiblen PCs das BIOS Legacy-Unterstützung bietet, können USB-Mäuse durch Emulation des 8042-Tastaturcontrollers über den USB-Hubcontroller wie PS/2-Mäuse benutzt werden. Seit Einführung des iMac ist USB der Standard-Eingabegeräteanschluss für Macintosh-Computer.

#### Maus für USB- oder PS/2-Anschluss

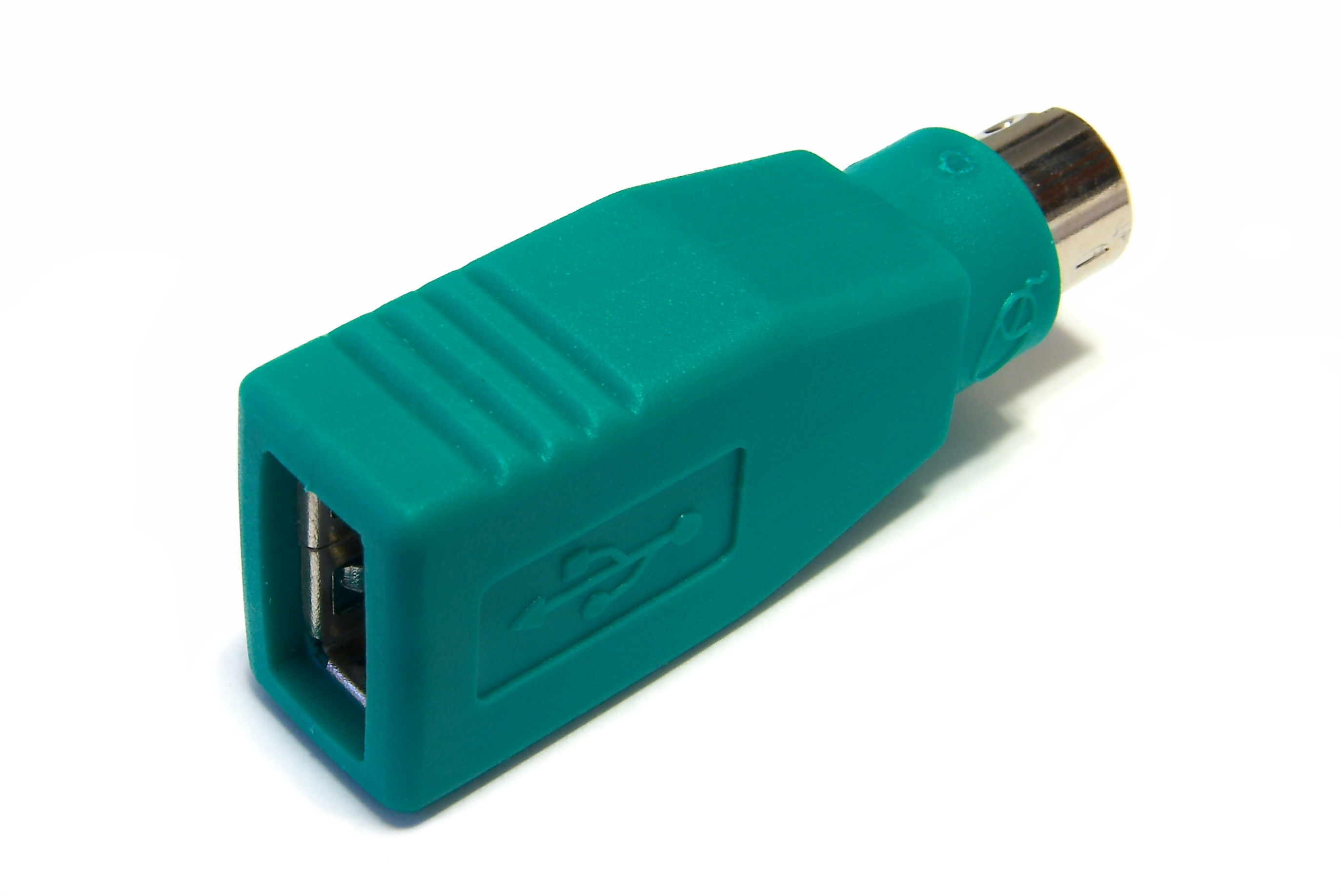
USB–PS/2-Maus-Adapter

Vergleichbar den PS/2-Serial-Mäusen gibt es auch solche, die sich wahlweise an einem USB- oder einem PS/2-Anschluss betreiben lassen. Dafür gibt es Adapterstecker, die mit der Maus mitgeliefert werden, und vom USB-Anschluss auf den PS/2-Anschluss oder umgekehrt umsetzen. Die Mitlieferung eines Adapters lässt dabei einen Rückschluss auf die Fähigkeiten der Maus zu, denn auch hier muss sie anhand der gegebenen Verhältnisse entscheiden, ob sie sich wie eine PS/2-Maus oder wie eine Maus am USB-Anschluss verhält. Kriterium dabei kann z. B. das Verhalten der Datenleitungen nach dem Einschalten sein: Bei einem PS/2-Rechner darf man davon ausgehen, dass zu einem bestimmten Zeitpunkt nach dem Einschalten zur Übermittlung des Reset-Befehls die Takt- und Datenleitung nach einem bestimmten Verfahren umgeschaltet wird, am USB ist von differentieller Datenübertragung auszugehen, was nicht den PS/2-Verfahrensweisen entspricht. Eine Maus oder Tastatur, die ohne einen USB-zu-PS/2-Adapter ausgeliefert wird, kann in der Regel auch mit einem nachgerüsteten Adapter nicht an einem PS/2-Anschluss betrieben werden, denn das Gerät muss diese Funktion von vornherein unterstützen.

#### Maus am Apple Desktop Bus
Mit dem Apple Desktop Bus (ADB) hatte Apple bereits 1986 ein ähnliches Konzept wie beim USB verfolgt, wenn auch in kleinerem Maßstab. Verwendet wird ein vierpoliger Mini-DIN-Stecker, ähnlich einem S-Video-Stecker. Belegt sind normalerweise drei Verbindungen: 5 V Speisespannung, Masse und die Datenleitung. Eine vierte, zusätzliche Verbindung zum Netzteil des Computers blieb für Mäuse unbenutzt. Die Verbindung ist nicht für Hotplug-Funktion vorgesehen, weil für die einwandfreie Funktion nach dem Anstecken einer Maus der ADB initialisiert werden muss. Diese Initialisierung wird vom Betriebssystem nur während des Startvorgangs automatisch durchgeführt, kann aber mittels eines zusätzlichen Programms auch ohne Neustart des Rechners durchgeführt werden. Die Steckverbindung ist in der serienmäßigen Ausführung nur für maximal 400 Steckvorgänge ausgelegt. Das ist verglichen mit den heutigen USB-Verbindungen sehr wenig. Adressiert werden konnten bis zu 16 Geräte, die Datenübertragungsrate beschränkt sich auf 10 kBit/s. Die Steuerung erfolgt ausschließlich durch den Computer und die Geräte (in diesem Fall die Maus) liefern Daten nur bei Abfrage über einen definierten Speicherbereich (Register, vergleichbar dem Endpunkt) zurück. Die Definition erlaubte auch gleiche Adressen am Bus, was gelegentlich zu Problemen führte.

### Konfiguration

#### Hardwareabhängig
Bei den ersten IBM-kompatiblen PCs mussten der Maus Hardware-abhängige Ressourcen zugewiesen werden. Die Steckkarte der Busmaus erfordert in der Regel die Zuweisung eines eigenen der wenigen verfügbaren Interrupts sowie eines passenden I/O-Adressbereiches (Port). Die Einstellung erfolgt über Jumper oder etwas moderner im BIOS des Rechners.
Seriellen Mäusen ist in der Regel eine eigene serielle, physikalisch vorhandene Schnittstelle inklusive einer Schnittstellengeschwindigkeit und -protokoll (beispielsweise 8N0, 7N1) zuzuweisen. Das wird genauso wie die Angabe des notwendigen, passenden Maustreibers mit seinen Optionen über Konfigurationsdateien vorgenommen.
Bei PS/2-Mäusen und bei USB-Mäusen entfallen derartige Angaben, da diese Schnittstellen bereits in der Hardware des Rechners oder aufgrund des verwendeten Protokolls arbeitsfähige Vorgaben zur Verfügung stellen. Spätestens bei seit Ende der 1990er Jahre ausgelieferter Hardware und Betriebssystemen muss sich der Anwender nur noch selten mit derartig hardwarebezogenen Details befassen.

#### Softwareabhängig
Dafür hat aber die Anzahl der Einstellungsmöglichkeiten über Maustreiber und Betriebssystem erheblich zugenommen. Erwähnt sei nur die bereits beschriebene Empfindlichkeitseinstellung der Maus, Zeitabstand für Doppelklick sowie die Zuweisung von programmabhängigen Funktionen zu zusätzlichen Maustasten. Dieses sind aber weitestgehend nur Anpassungen, um dem Anwender die Benutzung angenehmer zu gestalten. Die grundlegende Funktion der Maus (also Zeigen und Klicken) ist in der Regel auch ohne derartige Anpassungen gegeben.

## Interaktion

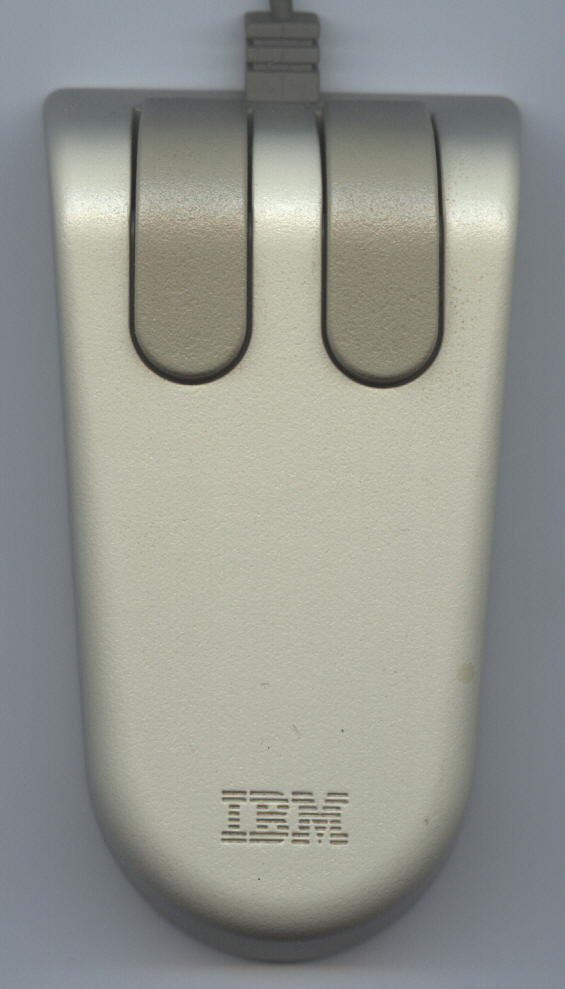
IBM PS/2-Maus mit zwei Tasten (1987)

Jede gängige grafische Benutzeroberfläche für Computer, die zurzeit für Endanwender existiert, kann mit der Maus bedient werden. Die übliche Anzahl der Maustasten und weiterer Elemente zur Interaktion (Scrollrad) hat sich im Laufe der Zeit gewandelt:
- eine Taste: Die ursprüngliche Macintosh-Benutzeroberfläche war auf eine einfache Bedienung ausgelegt, in der der Anwender das komplette Gerät mit einer Maustaste bedienen konnte. Auch heute noch werden Apple-Mäuse mit einer Taste ausgeliefert, wobei die gesamte Oberfläche der Maus als Taste arbeitet. Zusätzliche kontextbezogene Programmfunktionen werden mit Hilfe von Spezialtasten auf der Tastatur („Modifiers“) parallel zum Mausklick ausgelöst. Das Betriebssystem macOS unterstützt jedoch auch Mehrtastenmäuse. In den meisten Apple-Programmen wird die zweite Taste für das Kontextmenü eingesetzt. Bei Ein-Tasten-Mäusen wird dieses über Ctrl-Mausklick aufgerufen.
- zwei Tasten: Alle Geräte, die in Zusammenhang mit den Betriebssystemen Windows, IBM OS/2, Atari TOS und AmigaOS benutzt wurden, waren zunächst mit zwei Tasten ausgestattet. Dabei diente die meist linke für die Auswahl, während die zweite, rechte Taste eine Sonderfunktion auslöst. Insbesondere das mit Windows 95 erstmals in großem Umfang eingeführte Kontextmenü, das eine Auswahl an Modifikationen für das aktivierte Objekt bietet, wird über diese zweite Taste aktiviert. Bei Atari-TOS hatte die zweite Taste zunächst keine weitere Standardfunktion und je nach Programm unterschiedliche Bedeutungen. Beim AmigaOS wurde die rechte Maustaste für die Menüleiste benutzt. Die beiden Maustasten können in den meisten Betriebssystemen vertauscht werden, etwa für Linkshänder. Auch der gleichzeitige Klick mit beiden Tasten konnte bei den genannten Betriebssystemen ausgewertet werden, was allerdings nur von einem kleinen Teil der verfügbaren Software verwendet wurde.

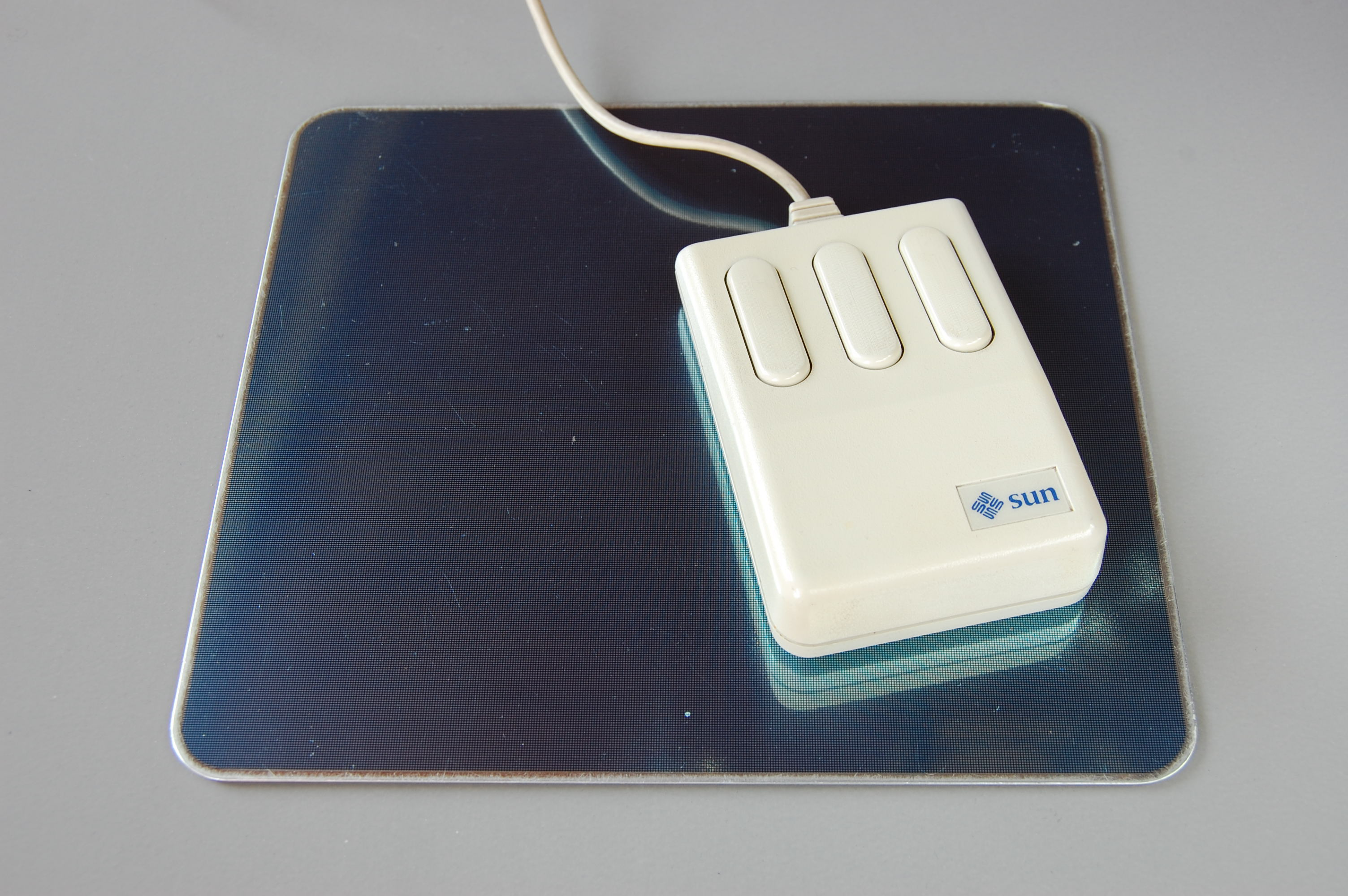
Älteres Modell einer Drei-Tasten-Maus von Sun Microsystems und Mauspad

- Älteres Modell einer Drei-Tasten-Maus von Sun Microsystems und Mauspad drei Tasten: Bei den Betriebssystemen aus der Workstation-Welt wie X Window System und RISC OS sowie beim Xerox Alto wurden drei Maustasten genutzt. Der Zweck der dritten Taste ist in verschiedenen Programmen uneinheitlich. Bei RISC OS wird mit der mittleren Maustaste das Kontextmenü aufgerufen, im X-Window-System dient sie zum Einfügen des zuvor mit der linken Maustaste markierten Textes.

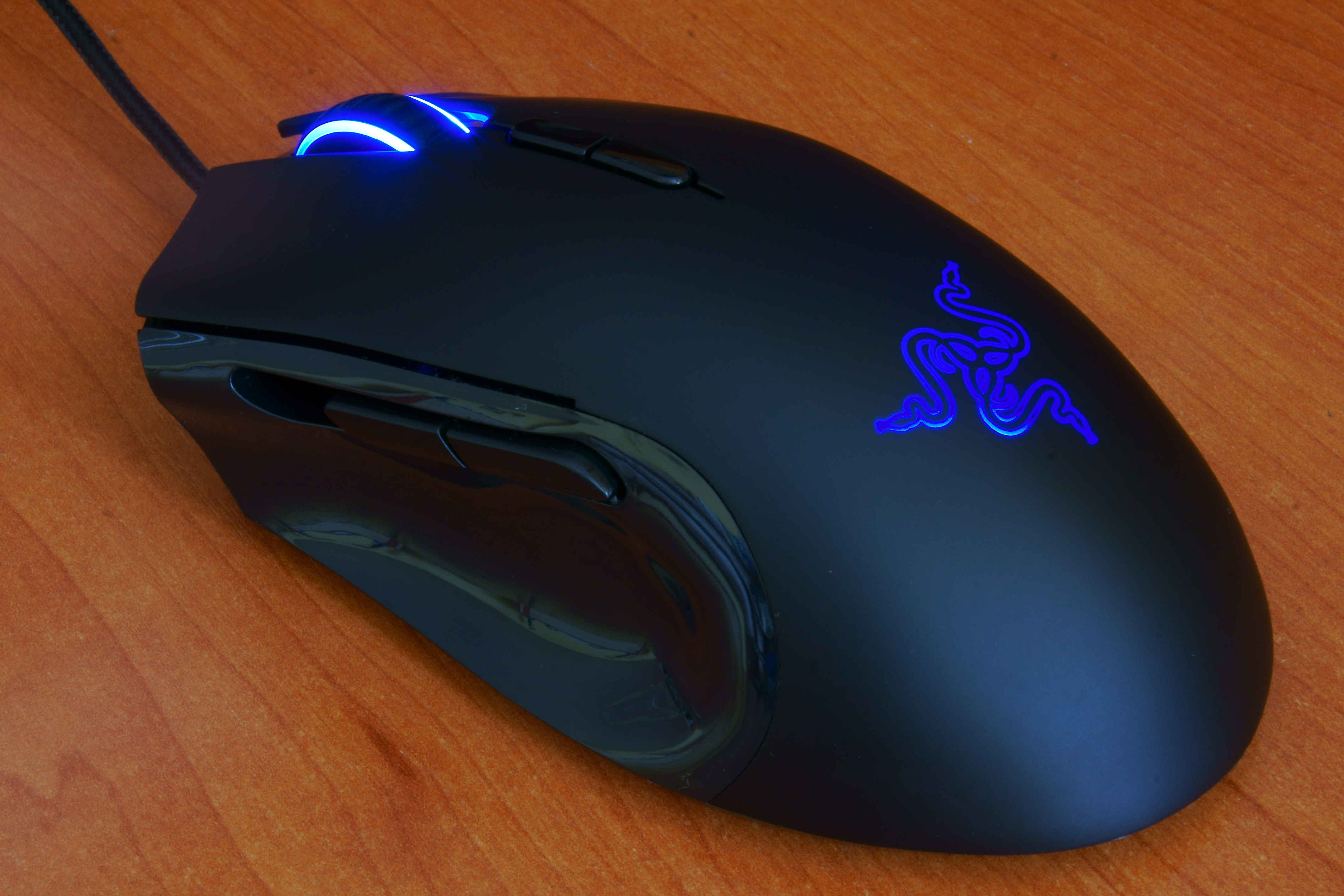
Moderne Gaming-Maus mit mehreren Zusatztasten

- Moderne Gaming-Maus mit mehreren Zusatztasten vier oder mehr Tasten: Die zusätzlichen Tasten können meist vom Benutzer mit Funktionen wie Doppelklick, Tastenkombinationen oder dem Start eines Programms belegt werden. Manchmal sind auch einige der Tasten fix mit einer bestimmten Funktion belegt, z. B. der Änderung der Auflösung der Maus (siehe Abschnitt Empfindlichkeit). Sie befinden sich normalerweise seitlich und/oder hinter dem Scrollrad. Im Gegensatz zu den oftmals vom Betriebssystem vorgegebenen Funktionen bei den Mäusen mit einer bis drei Tasten hat sich hier noch kein Standard etabliert.

Etwa die Hälfte seiner Arbeitszeit hat der durchschnittliche Computernutzer Kontakt mit der Maus. Eine 2010 veröffentlichte niederländische Studie ermittelte folgende durchschnittliche Zeitanteile:
- 53 % der Computernutzungszeit wird die Maus benutzt,
- 25 % der Computernutzungszeit wird die Tastatur benutzt.[34]

### Scrollrad
Ende der 1990er Jahre hat sich bei Computermäusen das sogenannte Scrollrad etabliert. Es befindet sich meist zwischen den beiden Maustasten und dient zum Auf- und Abrollen des Fensterinhalts, Scrollen von englisch scrolling. Darüber hinaus wird es mitunter auch zur Einstellung von grafisch simulierten Schiebereglern eingesetzt. Durchgesetzt hat sich die Kombination aus Scrollrad mit der dritten Taste, sodass ein Druck auf das Rad einem Klick mit der mittleren Maustaste entspricht. Bei einigen Modellen kann das Scrollrad zusätzlich nach links oder rechts gekippt werden, um auch horizontales Scrollen des Fensterinhalts per Maus zu ermöglichen. In grafischen Benutzeroberflächen entspricht das Scollen einem Bildlauf, der ohne Mausrad auch per Bildlaufleiste, wenn als Steuerelement vorhanden, bewerkstelligt werden kann. Im Juli 2005 stellte Apple nach fast drei Jahrzehnten konsequenter Ein-Tasten-Maus-Philosophie erstmals die USB-Mehrtastenmaus Mighty Mouse vor, die mit den Betriebssystemen Windows XP und macOS gleichermaßen kompatibel ist und neben drei zusätzlichen, programmierbaren Tasten eine neuartige 360-Grad-Scrollkugel bietet, die freies vertikales wie auch horizontales Scrollen (letzteres jedoch nur in macOS) ermöglicht.

### Feedback-Mäuse
Die Firma Logitech stellte im Jahr 2000 unter dem Begriff „iFeel“ optische Mäuse mit Feedback-Funktion vor. Über den USB-Anschluss stand ausreichend Leistung zur Verfügung, eine Vibrationsfunktion ähnlich der in Mobiltelefonen zu realisieren. Bei Aktivierung der iFeel-Funktion erzeugte die Maus eine Vibration, wenn der Mauszeiger z. B. über eine Fensterkante oder einen Button bewegt wurde, beim Erreichen des Bildschirmrandes war dieser als Hindernis spürbar. Die Art und Intensität des Feedbacks war per Software einstellbar.

## Mausaktionen
Durch Bewegen der Maus kann der Mauszeiger an die gewünschte Stelle bewegt werden, und durch Betätigen einer Maustaste kann der Benutzer Aktionen auslösen. Die Funktion der Maustasten und der Mausbewegung in einem Programm oder Betriebssystem lässt sich oft betriebssystemabhängig durch Betätigung zusätzlicher Tasten auf der Tastatur des Computers ändern, beispielsweise über die Befehlstaste ⌘ cmd („Apfel-Taste“), die Umschalt- ⇧, Steuerungs- Strg oder Alt-Taste Alt. Im Wesentlichen unterscheidet man drei verschiedene Mausaktionen:

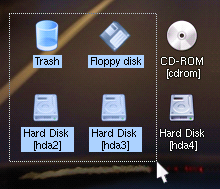
Markieren von Icons mit der Maus. Die Spitze des weißen, pfeilförmigen Mauszeigers zeigt die „virtuelle“ Position der Maus an.

- der Klick: Ein Mausklick bezeichnet das Drücken und sofortige Loslassen der Maustaste, ohne zwischenzeitlich die Maus zu bewegen.
- der Doppelklick: das zweimalige Drücken der Maustaste kurz hintereinander, wobei die Maus nicht bewegt wird. Manche Programme unterstützen auch Drei- bis Fünffachklicks. Aufgrund der schwierigen Ausführung haben sich letztere aber nicht durchgesetzt. Bei den meisten Betriebssystemen ist der Zeitabstand einstellbar, in dem die zweite Tastenbetätigung erfolgen muss, um als Doppelklick akzeptiert zu werden. Manchmal ist auch ein Schwellwert einstellbar, wie weit sich die Maus zwischen den beiden Klicks bewegen darf, da sich bei hochempfindlichen Mäusen ein vollkommener Stillstand kaum noch realisieren lässt.
- das Ziehen: Die Maustaste wird heruntergedrückt und dort gehalten, während die Maus bewegt wird. Erst am Ende dieses Ziehvorgangs für Aktionen wie Drag & Drop oder das Markieren von Text wird die Taste losgelassen.

Weitere Mausaktionen sind:
- Rechtsklick: Der Klick der rechten Maustaste wird synonym für Funktionen der zweiten Maustaste verwendet und öffnet üblicherweise ein Kontextmenü. Bei der Linkshänder-Bedienung (siehe Abschnitt Linkshändigkeit) kann der Rechtsklick auch auf die linke Maustaste konfiguriert werden – obwohl er damit real zum „Linksklick“ wird, bezieht sich der Begriff „Rechtsklick“ weiterhin auf diese sekundäre Funktion, z. B. in Anleitungen von Software.
- In einer X11-Oberfläche unter Unix kann man durch Mehrfachklick eine Markierung im Text zwischen einem Wort, einem Satz (bis zum nächsten Komma oder Punkt) oder Absatz (bis zur nächsten Leerzeile) umschalten und in einen Puffer laden.
- Anschließend kann mit einem Klick der mittleren Maustaste unter X11 der markierte Textabschnitt aus dem Puffer in einem anderen X-Window eingefügt werden. Bei Zwei-Tasten-Mäusen kann dieser mittlere Mausklick betriebssystem- bzw. treiberabhängig durch gleichzeitige Betätigung der rechten und linken Maustaste emuliert werden.
- Zeigen: das Stellen des Mauszeigers an eine bestimmte Stelle, ohne eine Taste zu betätigen.
- Auch das Überfahren ist eine Aktion, die in modernen Betriebssystemen ausgewertet werden kann:

- Das Aussehen eines Elements kann sich ändern, sobald sich der Mauszeiger darüber befindet: Dadurch wird dem Benutzer signalisiert, dass hier eine Interaktion möglich ist.
- Oft werden beim Verharren an einer Bildschirm-Position vom Programm sogenannte „Kontextsensitive Hilfen“ ausgegeben: Zu dem darunterliegenden Element wird ein kurzer Hilfetext angezeigt. Dann hängt am Mauszeiger oft ein kleines Fenster mit weiterführenden Erklärungen, ein sogenannter „Tooltip“.

Mausgestenvisualisierung im Webbrowser Opera 12.02 unter Windows 8

- Mausgestenvisualisierung im Webbrowser Opera 12.02 unter Windows 8 Mausgesten: Einige Programme und etwa der Webbrowser Opera implementieren sogenannte „Mausgesten“, um bestimmte Aktionen auszulösen. Das ist im Grunde genommen eine Erweiterung des Ziehens, mit der Maus wird bei gedrückter Maustaste eine bestimmte, vordefinierte Figur auf den Bildschirm gemalt, die mit der gewünschten Aktion bildlich verknüpft ist. Beispielsweise wird ein Strich nach links gemalt, um den Webbrowser anzuweisen, eine Seite zurückzugehen. Zurzeit gibt es jedoch nur wenige Programme, die Mausgesten unterstützen.

Je nach Programm und Zustand im Programm kann eine Mausaktion Unterschiedliches bewirken: Ein Klick kann die Einfügemarke in einem Text bewegen, ein Menü öffnen oder beim Klick auf eine Schaltfläche eine Programmfunktion auslösen. Ein Doppelklick kann ein Programm starten oder ein Wort in einem Text markieren.

## Variationen und Alternativen zur Maus

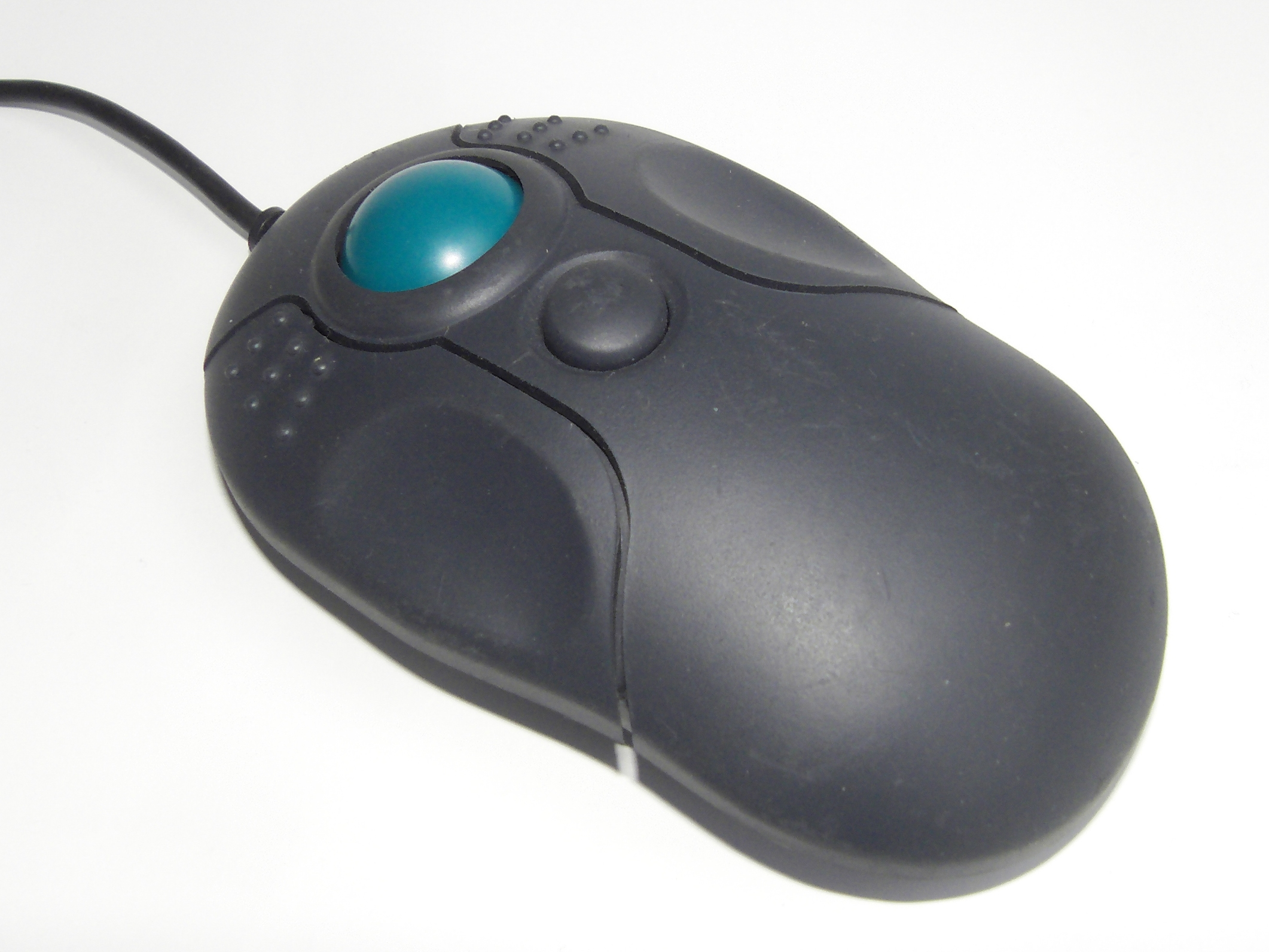
Maus mit Rollkugel (Scrollball)

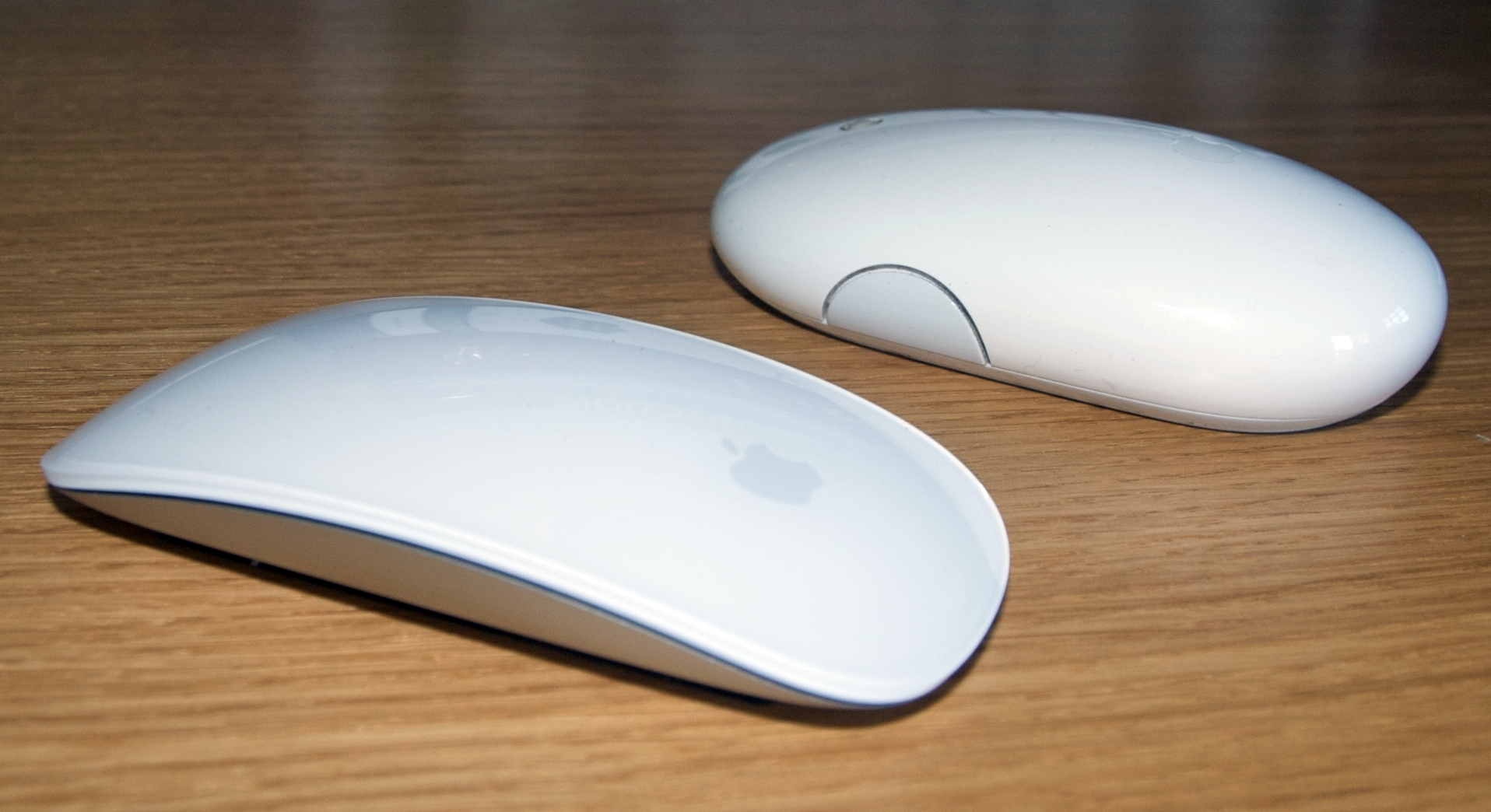
Zwei Apple-Mäuse: Magic Mouse (links) und Mighty Mouse (rechts)

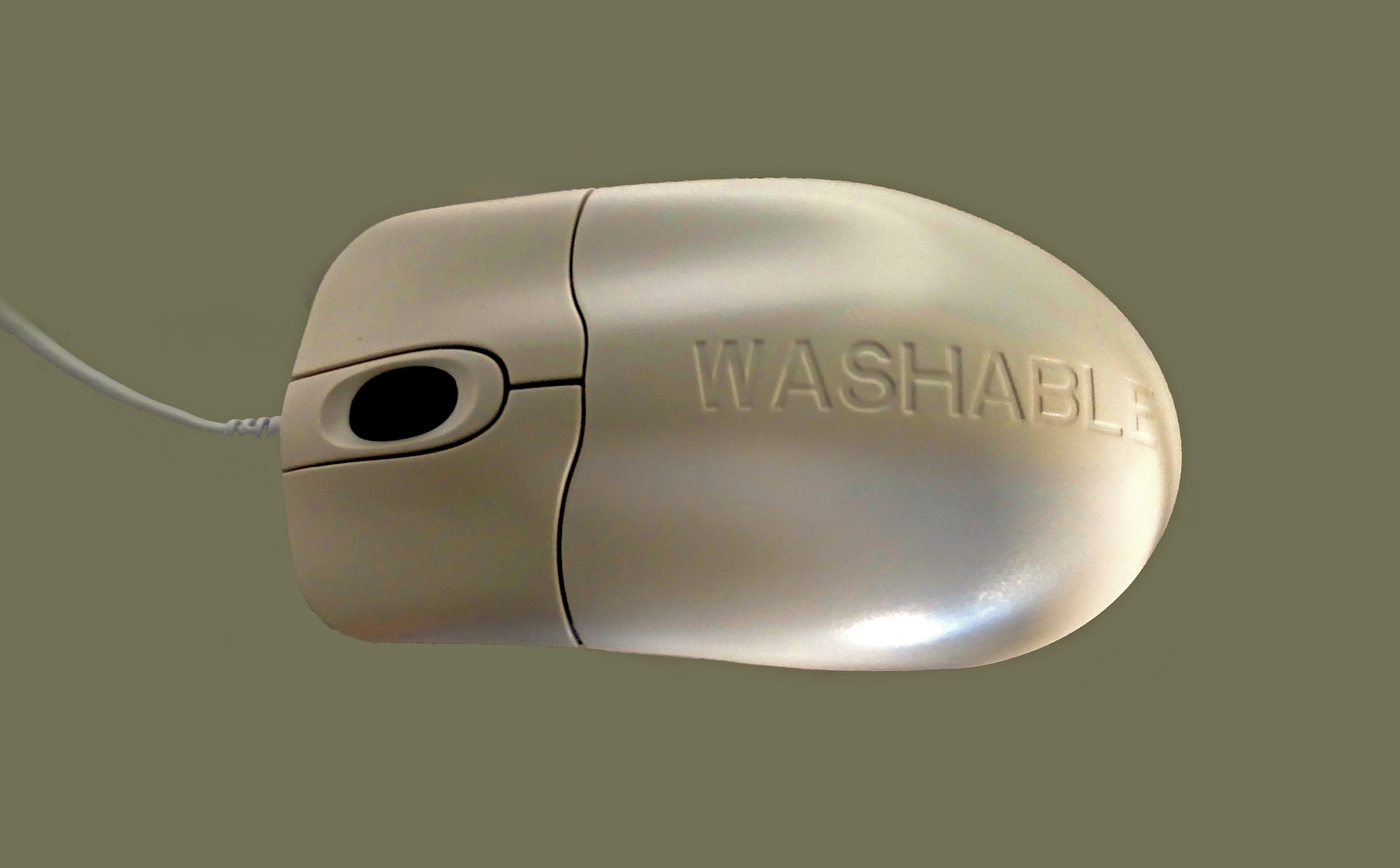
Wasch- und feucht desinfizierbare Computermaus für den Einsatz im medizinischen Bereich

Für spezielle Anwendungen und Einsatzorte haben sich Variationen der Standardmaus oder auch alternative Zeigegeräte etabliert. Mäuse für Anwendungen, in denen viel quer gescrollt werden muss, verfügen über ein zusätzliches, horizontal wirkendes Scrollrad, oder gar einen kleinen Scrollball. Zur Vermeidung von maustypischen gesundheitlichen Problemen kann der zur Maus verwandte Trackball verwendet werden, bei dem die früher übliche Mauskugel anstatt auf der Unterseite an der Oberseite angebracht ist und mit den Fingern bewegt wird, während das Gerät selbst an seinem Platz bleibt. Dadurch eignet er sich auch für den Einsatz an beengten Arbeitsplätzen. Eine weitere Alternative stellt die vor der Tastatur liegende Rollstangenmaus (englisch: Barmouse) dar.
An transportablen Rechnern wie Notebooks sind meist berührungsempfindliche Touchpads und bei höherwertigen Geräten (meist Business-Rechner) zusätzlich Trackpoints fest eingebaut. Freilich ist der Zeigekomfort einer echten Maus größer, sodass viele Anwender oft noch eine zusätzliche kleine Notebook-Maus anschließen.
Touchscreens sind Bildschirme, die dank ihrer Berührungsempfindlichkeit zugleich als Eingabegerät dienen und somit ein separates Zeigegerät überflüssig machen, gegebenenfalls auch die Tastatur. Für Computer im öffentlichen Bereich wie Informationsterminals und Bankautomaten sind Touchscreens schon seit Jahren eine Alternative zu fest eingebauten Tastaturen. Bei Smartphones haben sich kleine Touchscreens in letzter Zeit (2010) etabliert und beginnen sich seit dem ersten Massenmarkt-Einsatz im iPad auch in größeren, PC-typischen Auflösungen durchzusetzen.
Im professionellen Grafikdesign werden oft Grafiktabletts eingesetzt.
Für Konstruktion und Robotik ist die Benutzung einer 3D-Maus möglich, die neben der Bewegung in der Ebene eine weitere Bewegungsdimension sowie Rotationen um die Raumachsen erfasst.
Im Spielebereich kann man unter anderem elektronische Lenkräder, Joysticks, Gamepads als Mausalternative betrachten.
Bei körperlichen Einschränkungen können Mehrfachsensoren die Funktion der Maus (Zeigen und Klicken) nachbilden. In schwierigen Fällen sind auch aufwendige Lösungen durch Kameraaufnahmen von Kopf- und Augenbewegungen zur Computerbedienung möglich, die dann aber nicht nur die Mausfunktion ersetzen.
Im industriellen Umfeld wird eine Vielzahl von Alternativen zur herkömmlichen Maus eingesetzt, da hier die Anforderungen durch die Anwendung und die Umgebung bestimmt werden. Häufig werden hier staub- oder wasserdichte Geräte oder sterilisierbare Oberflächen gefordert.
Die Funktion der Maus kann weitgehend durch Benutzung der Tastatur ersetzt werden, obwohl das zwar nicht immer intuitiv, aber einerseits beim Erfassen großer Datenmengen produktiver ist als der ständige Wechsel zwischen Maus und Tastatur, andererseits den Anforderungen an die Barrierefreiheit gerecht wird. Dabei ist manchmal die gleichzeitige Betätigung mehrere Tasten (z. B. Strg-Alt zum Aufruf des Startmenüs im MS Windows) oder die häufig wiederkehrende Betätigung bestimmter Tasten zur Bewegung auf dem Bildschirm, etwa mit Tab von einem Bildschirmsymbol zum nächsten Springen, notwendig. Auch die sogenannte Tastaturmaus ist in diesem Zusammenhang zu erwähnen, die die Bewegung des Mauszeigers über die Zweitbelegung des numerischen Tastenblocks durchführt.
Bevor sich die Maus durchsetzte, wurden die Benutzeroberflächen von Programmen (abgesehen von reinen Kommandozeilen-Steuerbefehlen) mit einer Vielfalt von Tastaturbefehlen gesteuert. Manche Programme verfügten über Menüs und Ausklappmenüs, die per Tastatur geöffnet und bedient wurden. Beispielsweise wurde mit dem Tabellenkalkulations-Programm Lotus 1-2-3 eine fette Linien-Umrandung am oberen Rand eines Bereichs mit folgender Tastenfolge erzeugt:
: schaltete das Ausklappmenü ein, f Tastaturkürzel für formatieren, l für Linie, f für fett. o für oben, . um eine Ecke des zu formatierenden Bereichs zu verankern, Pfeiltaste um den Bereich zu erweitern, Enter um die Formatierung abzuschließen
während bei Verwendung der Maus folgende Klicks erforderlich waren:
Zuerst die Markierung des zu formatierenden Bereichs, Klick im Menü oben Bereich und dann Bereich:Eigenschaften, Klick auf die Icon-Schaltfläche Linien, Klick auf das Icon Linienstil, Klick auf das Icon Linienfarbe, Klick auf das Abbruch-Icon, Klick ins Arbeitsblatt, um die invers dargestellte Markierung auszuschalten und das Ergebnis zu betrachten.
Mit der Tastatur wurden also 8 Tasten meist im Zehnfinger-Blindschreiben ohne Hinsehen betätigt, mit der Maus dasselbe mit 8 Klicks erledigt, wobei der Mauszeiger über den Bildschirm zu führen ist. Der Vorteil der Maus liegt in ihrer ausgesprochen intuitiven Verwendungsweise als Zeigegerät: Anhand der darauf basierenden Schaltflächen erlaubte sie es, die Zeichenformatierungs-Möglichkeiten in textbasierten und grafischen Anwenderprogrammen auszuweiten, ohne zunehmend unübersichtliche und umfangreiche Ausklappmenüs einrichten und sich merken zu müssen.

## Probleme bei der Verwendung einer Maus

### Gesundheitliche Probleme

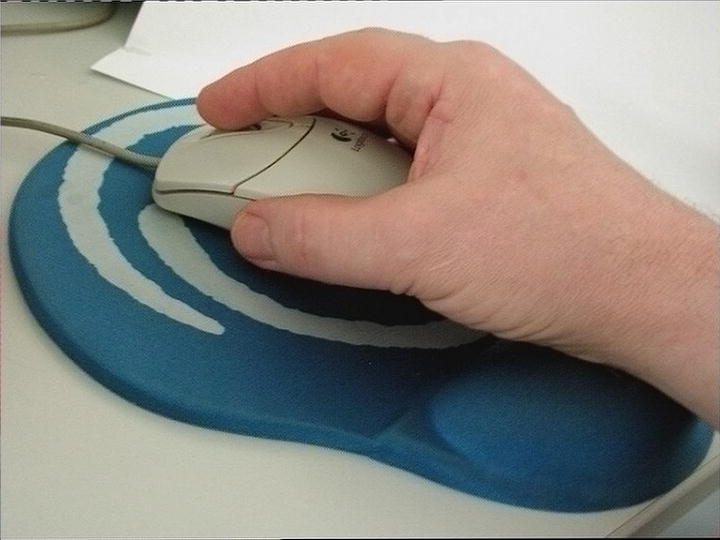
Handgelenkauflage (verhindert Fehlhaltungen)

Solange in den Anfangstagen die Maus oft nur zur Aktivierung von Fenstern und Auswahl von Checkboxen benutzt wurde, war ihre Form weitgehend nebensächlich. Dies änderte sich jedoch mit dem Aufkommen von grafischen Benutzeroberflächen deutlich. Der andauernde Gebrauch einer Computermaus, insbesondere bei Fehlhaltungen, kann Schmerzen im Handgelenk (Sehnenscheidenentzündung) oder das Karpaltunnelsyndrom auslösen. Ebenso können Schmerzen an den längere Zeit unnatürlich gestreckten Fingern auftreten, bekannt als sogenannter „Mausfinger“. Wenn die Symptome über den Handbereich hinaus auf Ellenbogen bis in die Schulter reichen, spricht man umgangssprachlich von einem „Mausarm“. Diese beiden Belastungsformen werden zusammengefasst als RSI bezeichnet (Repetitive Strain Injury Syndrom – Verletzung durch wiederholte Beanspruchung). An Computerarbeitsplätzen entstandene Krankheiten können eine Berufskrankheit darstellen.
Vorbeugend gegen solche Beschwerden können die abwechselnde Verwendung unterschiedlicher Eingabegeräte wie Maus, Trackball und Rollstangenmaus sowie der Einsatz ergonomischer Tastaturen bis hin zur Sprachsteuerung wirken. Als Abhilfe wurden auch ergonomische Formen für die Maus entwickelt, um sie den natürlichen Haltungen der Hand und möglichst belastungsfreien Bewegungsabläufen von Fingern, Gelenken und Arm anzupassen. Beispielsweise wird die Zeigefinger- oder Ballenseite der Maus oft länger gestaltet. Entwickelt wurden auch alternative Formen wie die Vertikalmaus, bei der die Tasten in vertikaler Ebene angeordnet sind, was eine entspannte Armhaltung bedingt, da der Arm nicht zur Körperseite hin verdreht werden muss. Bei derart ergonomisch gestalteten Mäusen ist es natürlich erforderlich, seitenverkehrte Ausführungen jeweils für Rechts- und Linkshänder zu verwenden. Auch die Benutzung von Handballenauflagen verspricht Erleichterung durch Entlastung des Handgelenks, das weniger stark nach oben abgewinkelt werden muss.
Bei zeitlich angemessener Nutzung von optischen Funkmäusen ist eine für den Menschen gefährliche Strahlung nicht nachweisbar.

### Linkshändigkeit

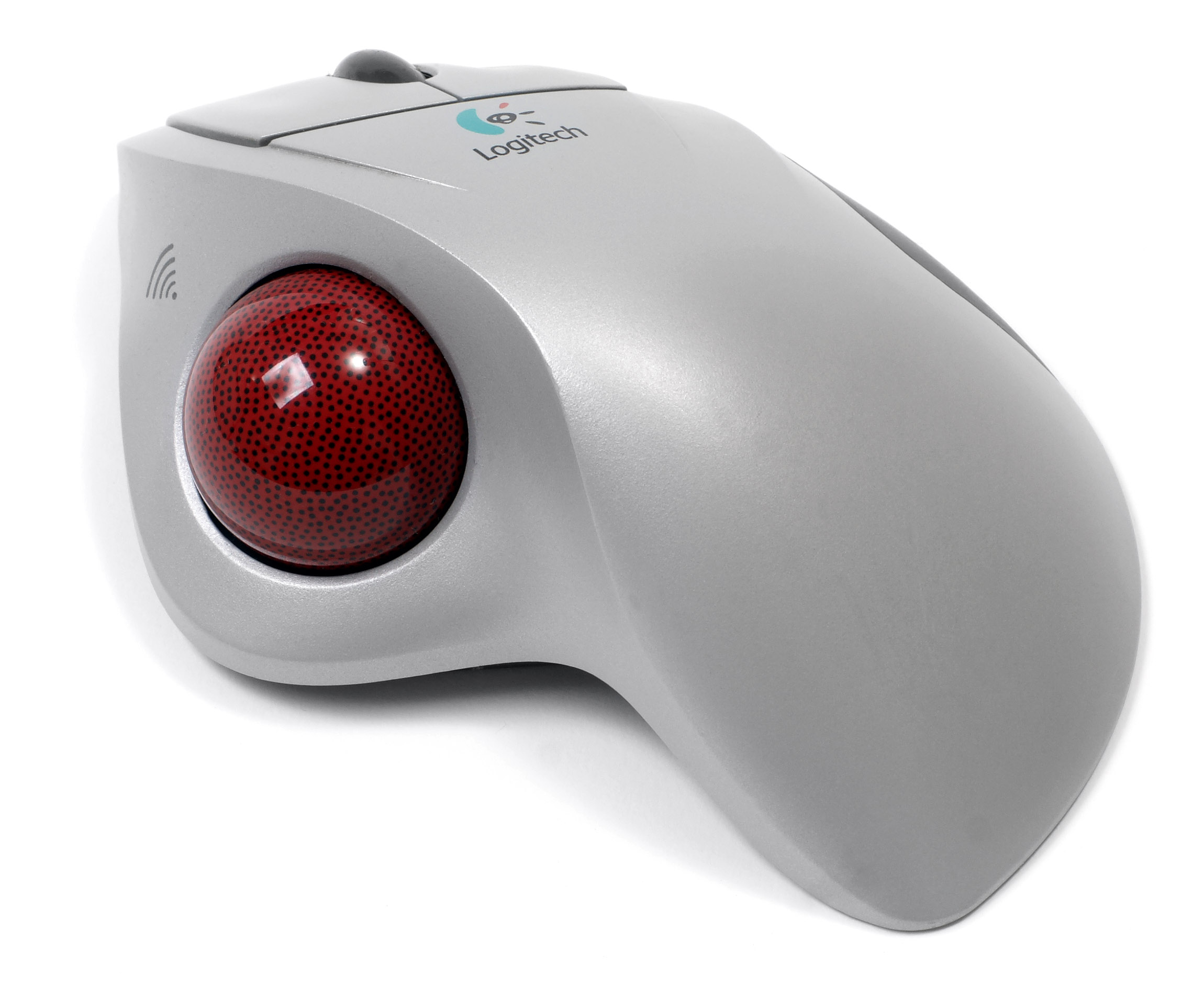
Eine kabellose Computermaus mit Trackball von Logitech

Aktuelle, ergonomisch geformte Mäuse haben häufig das Problem, dass sie lediglich für die Nutzung durch Rechtshänder konstruiert wurden. Linkshänder können solche Mäuse meist überhaupt nicht oder nur unter extremer Fehlhaltung benutzen. Da es von den meisten ergonomisch geformten Mäusen keine Linkshändervariante gibt, lernen viele Linkshänder, ihre Maus auch mit der rechten Hand zu verwenden. Bei den symmetrischen und dennoch ergonomisch geformten Mäusen gibt es dieses Problem nicht. Abhängig vom Betriebssystem besteht auch oft die Möglichkeit, die Belegung der Tastenfunktionen der rechten und linken Maustaste zu vertauschen, sodass Linkshänder mit einer normalen Maus linkshändig arbeiten können. Abhängig von der Art der Mausabfrage, z. B. bei Computerspielen, kann es sein, dass die im Betriebssystem gespeicherte Tastenvertauschung umgangen wird und der linkshändige Nutzer wieder die Finger vertauschen muss.
Eigene, auch ergonomisch geformte Mäuse für Linkshänder sind aufgrund der geringeren Auflage und der erhöhten Kosten für die Hersteller oft teurer. Früher, als die interne Elektronik von Computermäusen noch einfacher war, gab es auch die Do-it-yourself-Methode, die Leiterbahnen der linken und rechten Maustaste zu vertauschen.

### Geräuschentwicklung
Bei der typischen Bauart der Tasten und der akustischen Rückmeldung der Betätigung mit Hilfe des Knackfroscheffektes beim Mausklicken kann es zu störenden Geräuschentwicklungen für das Umfeld (z. B. im Tonstudio, Wohnzimmer) kommen. Einige Hersteller bieten deshalb andere Tastentechniken an.

## Mauszubehör

### Mauspad
Das Mauspad ist wohl das bekannteste Mauszubehör, das von den meisten Computernutzern eingesetzt wird. Es besteht häufig aus Stoff oder Kunststoff und bietet eine ebene Oberfläche, über die die Maus bewegt werden kann. Vor allem Kugelmäuse lassen sich oft nur in Verbindung mit Mauspads einsetzen, da der Mausball auf die hohe Reibung eines Mauspads angewiesen ist, um sich problemlos zu drehen.
Mauspads gibt es mit unterschiedlichen Oberflächen, zum Beispiel Stoff, Papier oder Kunststoff. Diese haben unterschiedliche Eigenschaften hinsichtlich Verschmutzung. Stoffoberflächen wirken teilweise reinigend auf die Mauskugeln.
Mittlerweile bietet die Industrie auch spezielle Mauspads für Computerspieler an, die besonders wenig Reibung erzeugen sollen, um eine präzise Bewegung zu ermöglichen. Diese bestehen dann häufig aus Hartplastik, speziellen Kunststofffasern oder Glas und sind oft nur für die Verwendung von optischen bzw. Lasermäusen konzipiert. Optische und Lasermäuse funktionieren teilweise schlecht auf spiegelnden Oberflächen.
Ergonomische Mauspads haben eine spezielle erhöhte Auflagefläche für die Handwurzel und entlasten die Hand.

### Skatez
Skatez sind dünne Folienstreifen aus Kunststoffen mit sehr geringen Reibungskoeffizienten wie beispielsweise Teflon, die auf die Unterseite der Maus geklebt werden. Sie sind bei vielen Modellen schon Standard und werden im Handel zum Nachrüsten als Glidetape oder Speedtape angeboten. Skatez sorgen dafür, dass Gleitreibung und Haftreibung herabgesetzt werden und die Maus somit leichter über die Unterlage gleitet.
Optisch die Unterlage abtastende Computermäuse an Workstations für strukturierte, gläserne oder metallene Mauspads werden zur Verbesserung der Gleitfähigkeit an der Unterseite mit austauschbaren, nicht kratzenden Filzstreifen beklebt.

### Kabelhalter
Kabelhalter sollen bewirken, dass Mauskabel bei der Bewegung nicht störend im Weg liegen. Falls die (USB-)Maus nicht an der (USB-)Tastatur, sondern direkt am Rechner angeschlossen ist, soll außerdem verhindert werden, dass durch das Kabelgewicht herunter zum Rechner unter dem Tisch zusätzlicher Zug am Kabel entsteht.
Einige Kabelhalter sind bereits ins Mauspad integriert, andere müssen beispielsweise am Tisch befestigt werden. Gängig ist eine anklebbare Öse für die Tischkante, an der die frei auf dem Tisch verfügbar bleibende Mauskabellänge durch festes Einklemmen bestimmt wird. Als einfachste Form des Kabelhalters hat sich ein festes Textilklebeband bewährt. Eine Weiterentwicklung stellt das Mouse Bungee dar. Mit ihm kann die Kabellänge der Maus optimal der überstrichenen Fläche des Mauspads angepasst werden.

### Handballenauflage
Eine Handballenauflage ist ein kleines, gepolstertes Kissen oder Pad. Die Füllung kann aus Gel (Silikon, Neopren) oder aus natürlichen Materialien bestehen. Es sorgt dafür, dass das Handgelenk bei der Arbeit nicht abknickt und eine Mausbetätigung mehr von oben erfolgt, was die Belastung der Hand und so die Ermüdung beim Arbeiten mindern soll.

## Hersteller (Auswahl)
Da Mäuse vom Aufbau her ein sehr stark standardisiertes Produkt sind, werden sie von verschiedenen Computerherstellern nicht mehr selbst gefertigt, sondern von spezialisierten Herstellern zugekauft. Bekanntere Hersteller von Computermäusen sind:
- A4Tech
- AOpen
- Apple
- BenQ
- Cherry
- Creative
- Gigabyte
- Honor
- Huawei
- Kye Systems (Genius-Maus, Mouse-Systems-Maus)
- Logitech und die Tochter Labtec, auch als OEM-Lieferant für andere Computer-Hersteller (z. B. Dell, IBM)
- Microsoft
- MSI
- Razer
- Rapoo
- Saitek
- Trust
- Vivanco
- Xiaomi